# Schwäbische Dichterstraße
Die Schwäbische Dichterstraße war eine 1977/78 eingerichtete Ferienstraße in Baden-Württemberg. Sie führte von Bad Mergentheim nach Meersburg. Als Symbol und Erkennungszeichen hatte die Schwäbische Dichterstraße ein braunes Tintenfass mit einer Feder auf weißem Grund. Aus der Schwäbischen Dichterstraße ist das Literaturland Baden-Württemberg hervorgegangen – Europas reichste literarische Landschaft mit mehr als 90 literarischen Dauerausstellungen, die vom Deutschen Literaturarchiv Marbach finanziell und konzeptionell unterstützt werden.

## Museen und Gedenkstätten

### Aalen
Schubarts Museum (Marktplatz 4): die Ausstellung im Museum am Markt (Altes Rathaus) zeigt Dokumente zu Leben und Werk des hier aufgewachsenen Dichters, Musikers und Publizisten Christian Friedrich Daniel Schubart. Erinnert wird auch an den Theologen und Schriftsteller Johann Gottfried Pahl. Roßstraße 4: Wohnhaus der Familie Schubart. In der Aalener Stadtkirche amtierte Schubart als Organist, neben der Kirche: die ehemalige Lateinschule, die Schubart besuchte; das Gebäude gegenüber: die von Schubart geschätzte vormalige Wirtschaft Grüner Baum. Vor dem Bahnhof: Schubartdenkmal (früher in den Bohlanlagen, Friedhofstraße).

### Achstetten-Oberholzheim

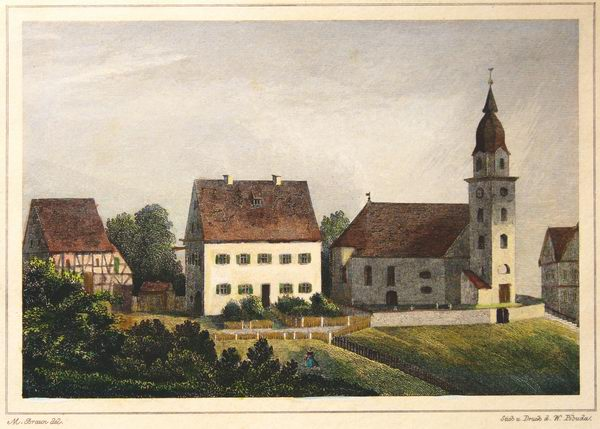
Wielands Geburtshaus

Wieland-Gedenkzimmer im Geburtshaus (Kirchstraße 7): Erinnerungen an den Dichter, Schriftsteller und Publizisten Christoph Martin Wieland, der hier als Sohn des Pfarrers Thomas Adam Wieland geboren wurde. Zu sehen sind das Kirchenbuch mit dem Taufeintrag, eine Ahnentafel und eine Büste des Dichters sowie Ausgaben seiner Werke und Bilder zu seinem Leben. Eine Vergrößerung der Gedenkstätte ist in Planung. Über der Eingangstüre des Hauses: Gedenktafel mit Wieland-Porträt, zum 200. Geburtstag des Dichters 1933 angebracht.

### Adelberg
Museum Klostervilla (Kloster 5): die Ausstellung zur Klostergeschichte enthält einen Raum für den agrarwissenschaftlichen Schriftsteller Balthasar Sprenger, Präzeptor der früheren Klosterschule und Herausgeber des Landwirtschaftskalenders. Johannes Kepler war Schüler des Klosterseminars (Gedenktafel). Ulrichskapelle: Grab von Balthasar Sprenger hinter dem Altar.

### Alpirsbach
Museum für Stadtgeschichte (Ambrosius-Blarer-Platz 10): Erinnerungen an den Reformator Ambrosius Blarer. Kloster Alpirsbach (Klosterplatz 1): 1556 – 1595 evangelische Klosterschule, Wirkungsstätte von Ambrosius Blarer. Im Kalefaktorium des Klosters: Museum mit Dauerausstellung zur Klostergeschichte.

### Asperg
Festung Hohenasperg: württembergisches Staatsgefängnis, berühmtester Gefangener war der Dichter und Publizist Christian Friedrich Daniel Schubart, der hier ohne Gerichtsurteil zehn Jahre festgehalten wurde. Weitere Gefangene waren: Johann Ludwig Huber, Friedrich List, Gustav Kolb, Karl August Mebold, Berthold Auerbach, Johannes Nefflen, Theobald Kerner. Ein Museum zur Gefängnis- und Gefangenengeschichte soll im Juli 2010 eröffnet werden.

### Bad Boll
Blumhardts Literatursalon in der Villa Vopelius (Evangelische Akademie Bad Boll): die Ausstellung zeigt Porträts, Autographen und Bücher aus der Zeit von Johann Christoph Blumhardt und Christoph Blumhardt. Kulturhistorische Verbindungen gibt es zwischen ihnen und Eduard Mörike, Ottilie Wildermuth, Ludwig Richter, Christian Buddenbrook (Friedrich Mann), Effi Briest (Elisabeth von Ardenne), Hermann Hesse, Gottfried Benn, Richard Wilhelm, Hermann Kutter und Karl Barth. Auf dem Badfriedhof: die Familiengräber von Johann Christoph Blumhardt und Christoph Blumhardt.

### Baden-Baden
- Literaturmuseum im Gartenhaus der Stadtbibliothek (Luisenstraße 34): Gedenkzimmer für die Schriftsteller Otto Flake, Werner Bergengruen, Reinhold Schneider, Franz Büchler und Georg Groddeck. Das Gedenkzimmer für Otto Flake ist eine Rekonstruktion seines Arbeitszimmers. Der Erzähler und Essayist lebte von 1828 bis zu seinem Tod in Baden-Baden. Teile seiner Handbibliothek und eine Bilddokumentation zu Leben und Werk ergänzen die Ausstellung. Das Gedenkzimmer für Werner Bergengruen und Reinhold Schneider enthält Möbel und persönliche Gegenstände, auch Erstausgaben der Werke beider Autoren. Bergengruen lebte von 1858 bis zu seinem Tod in Baden-Baden, Schneider wurde als Sohn eines Hoteliers in Baden-Baden geboren. Sein Geburtshaus, das Hotel Meßmer, wurde 1956/57 abgerissen.
- Der Arzt und Psychotherapeut Georg Groddeck lebte und praktizierte ab 1899 im Sanatorium Groddeck in der Villa Marienhöhe (Werderstraße 14).
- Als berühmtes Modebad des 19. Jahrhunderts hat Baden-Baden viele deutsche und europäische Schriftsteller und Künstler angezogen, unter anderem Georg Herwegh, Ernst Moritz Arndt, Karl August Varnhagen von Ense und seine Frau Rahel Varnhagen, Sulpiz Boisserée, Ludwig Tieck, Johann Peter Hebel, Gustav Schwab, Ludwig Uhland, Justinus Kerner, Berthold Auerbach, Nikolaus Lenau, Eduard von Keyserling und Gerhart Hauptmann.
- Der Verleger Johann Friedrich Cotta besaß seit 1809 das Hotel Badischer Hof (jetzt Steigenberger Badhotel Badischer Hof, Lange Straße 47).
- Unter den russischen Gästen sind Nikolai Gogol (Hotel Holland, Sofienstraße 14), Fjodor Dostojewski (Gernsbacher Straße) und Iwan Turgenjew (Fremersbergstraße 47) zu nennen.
- Aus Frankreich kamen Alfred de Musset, Gérard de Nerval, Alexandre Dumas d. J. (Englischer Hof, Hotel Atlantic), Honoré de Balzac (Badhotel Hirsch), Victor Hugo (Hotel Bären).
- Alfred Döblin war von November 1945 bis August 1953 als Chargé de Mission der französischen Kulturverwaltung tätig (Hotel Stephanie, Römerplatz 2) und gab hier seine Zeitschrift Das goldene Tor heraus.
- Stadtfriedhof: Gräber von Otto Flake, Werner Bergengruen, Reinhold Schneider und dem Erzähler und Rundfunkessayisten Friedrich Bischoff.

### Badenweiler
Literarisches Museum Tschechow-Salon im Kurhaus (Luisenstraße): die Ausstellung erinnert an den russischen Romancier Anton Tschechow, der sich 1904 in Badenweiler zur Kur aufhielt und hier an einem schweren Lungenleiden verstarb. Hinzu kommen weitere Autoren, die mit Badenweiler verbunden sind: Stephen Crane, Annette Kolb, René Schickele, Hermann Hesse und Gabriele Wohmann. Am Badenweiler Burgberg: Tschechow-Denkmal von 1908. Villa Hedwig: Unterkunft von Hermann Hesse.

### Bad Liebenzell-Möttlingen
Die Blumhardt-Gedenkstätte im Gottliebin-Dittus-Haus (Blumhardtstraße 3) ist dem Pfarrer Johann Christoph Blumhardt gewidmet, der durch seine Gebetsheilungen bekannt wurde. Dargestellt werden auch Blumhardts Beziehungen zu zeitgenössischen Schriftstellern, vor allem zu Eduard Mörike, des Weiteren werden die Pfarrer Gottlieb Friedrich Machtolf und Christian Gottlob Barth, der Schriftsteller und Gründer des Calwer Verlagsvereins, präsentiert. In der Ortsmitte: Blumhardts Pfarrhaus und Pfarrkirche mit den Grabsteinen der Blumhardtschen Kinder.

### Bad Mergentheim
Mörike-Kabinett im Deutschordensmuseum (Schloss 16): die Ausstellung erinnert an Eduard Mörikes Aufenthalt in Mergentheim 1844 – 1851. Gezeigt wird unter anderem Mörikes Mergentheimer Haushaltungsbuch. Mörikes Wohnungen: Mauergasse 33 (Herbst 1844 bis Frühjahr 1845), Marktplatz / Ecke Burgstraße (Frühjahr 1845 bis 1851; Gedenktafel). Friedhof: Grab von Mörikes jüngster Tochter Marie. Oberer Markt 18: Geburtshaus des Lyrikers und Erzählers Hans Heinrich Ehrler.

### Bad Mergentheim-Wachbach
Friedhof: Grab des Mörike-Freundes, Schriftstellers und Wachbacher Pfarrers (1842–1854) Ottmar Schönhuth.

### Bad Mergentheim-Hachtel
Rathaus: Gedenkstätte im Geburtshaus von Ottmar Mergenthaler, dem Erfinder der Linotype-Zeilengussmaschine.

### Bad Säckingen
Scheffelzimmer im Hochrheinmuseum im Schloss Schönau (Trompeterschlösschen): gezeigt werden persönliche Erinnerungsstücke, Erstausgaben, Zeichnungen und Dokumente über die Säckinger Jahre des Dichters und Schriftstellers Joseph Victor von Scheffel in seiner Zeit als Rechtspraktikant. Scheffel machte den Ort durch sein Versepos Der Trompeter von Säckingen bekannt. Deutschordensritterhaus neben der Rheinbrücke: Wohnhaus Scheffels (Gedenktafel). Im Schlosspark: Trompeter-Denkmal. Außenwand des Fridolinmünsters: Grabmal des historischen Trompeters Franz Werner Kirchhofer.

### Bad Schussenried
Das Zentrale württembergische Mundartarchiv und Museum dokumentiert die schwäbischen Mundartautoren. Im Prämonstratenserkloster mit seinem Bibliothekssaal und Refektorium fand am 10. November 1743 die erste Aufführung von Sebastian Sailers schwäbischem Mundart-Drama Adam und Eva statt.

### Bad Schussenried-Kleinwinnaden
Das Dorfwirtshaus in Kleinwinnaden ist das Geburtshaus des schwäbischen Erzählers und Lyrikers Wilhelm Schussen (d. i. Wilhelm Frick).

### Bad Urach
Mönchshof an der Amanduskirche: ehemaliges Kloster, 1561 – 1565 Standort der Südslawischen Druckerei unter Hans Ungnad, die Primus Trubers Übersetzung des Neuen Testaments druckte; Truber wurde damit zum Begründer der slowenischen Schriftsprache (Denkmal). 1818 – 1968 Niederes theologisches Seminar: berühmte Schüler waren Johannes Mährlen, Eduard Mörike, Wilhelm Hartlaub und Wilhelm Waiblinger. Espachstraße 7: Sitz der Kolonie von Karl Raichle und des Verlags der Zwölf; dort verkehrten in den 1920er Jahren Theodor Plievier, Johannes R. Becher, Friedrich Wolf, Erich Schairer, Erich Mühsam, Alexander Abusch, Kurt Kläber, Ernst Glaeser. Burg Hohenurach: württembergisches Staatsgefängnis, berühmtester Gefangener war der Dichter Nicodemus Frischlin, der hier 1590 bei einem Fluchtversuch tödlich verunglückte.

### Bad Wurzach
Sepp-Mahler-Museum im Leprosenhaus (Leprosenberg 1): das Wurzacher Siechenhaus mit angebauter Leprosenkapelle ist das Geburtshaus des Maler-Poeten Sepp Mahler. Die Ausstellung zeigt Malerei und Grafik aus allen Schaffensperioden sowie das literarische Werk des Künstlers.

### Baiersbronn
Hauffs Märchenmuseum (Alte Reichenbacher Straße 1): das Museum ist dem Schriftsteller Wilhelm Hauff und seinem Märchen Das kalte Herz gewidmet.

### Benningen
Pfarrhaus: Geburtshaus des Althistorikers August Friedrich Pauly (Gedenktafel).

### Beuron
Bibelmuseum der Erzabtei (Abteistraße 2): Sammlung von Bibel-Handschriften.

### Biberach
Wieland-Archiv, Wieland-Schauraum und Wieland-Gartenhaus erinnern an den Dichter, Schriftsteller und Publizisten Christoph Martin Wieland, der in Biberach aufwuchs und hier als Stadtschreiber und Kanzleiverwalter tätig war. Zahlreiche Wieland-Stätten haben sich in Biberach erhalten. Viehmarktstraße 8: Komödienhaus in der Schlachtmetzig, 1686 – 1858 Biberachs Theatersaal; im September 1761 fand hier die erste deutsche Shakespeare-Aufführung statt, und zwar Der Sturm unter Wielands Leitung und in seiner Übersetzung (Gedenkschrift an der Fassade). Marktplatz 2: ehemaliges Gasthaus Zum Schwarzen Bären, das Stammhaus der Familie Wieland (Gedenktafel). Waaghausstraße 3: Wielands Elternhaus (Gedenktafel). Zwingergasse 6: alte Lateinschule, die Wieland besuchte. Hindenburgstraße 3: Wielands Amtssitz als Kanzleiverwalter mit Dienstwohnung in den Jahren 1760 – 1769. Theaterstraße vor der Stadthalle: Wieland-Denkmal von 1881. Wieland-Linde: nach der Überlieferung Wielands Verlobungsort mit Sophie Gutermann (die spätere Sophie von La Roche).

### Bissingen-Ochsenwang
Mörikehaus (Eduard-Mörike-Straße 15): die Ausstellung in Eduard Mörikes ehemaliger Amtswohnung zeigt Briefe, Dokumente und Zeichnungen aus Mörikes Zeit als Pfarrverweser in Ochsenwang (Januar 1832 bis Oktober 1833). Teile der Ochsenwanger Pfarrbibliothek konnten nach Mörikes Aufzeichnungen rekonstruiert werden. Gegenüber: Mörikes ehemalige Pfarrkirche. Mörike-Stätten in der Umgebung: Mörikefelsen Breitenstein am Albtrauf; die Burg Teck inspirierte Mörike zum Gedicht Auf der Teck.

### Blaubeuren
Schubartstube im Amtshaus des Klosters: hier wurde der Dichter und Publizist Christian Friedrich Daniel Schubart am 23. Januar 1777 von den Schergen Herzog Carl Eugens von Württemberg verhaftet und in die Festung Hohenasperg bei Ludwigsburg verschleppt. Eine Ausstellung erinnert an das Ereignis. Weitere Teile der literarischen Ausstellung gelten Eduard Mörikes Historie von der schönen Lau und der Jugendschriftstellerin Agnes Sapper, die in Blaubeuren lebte. Der Blautopf beim Kloster ist Schauplatz von Mörikes Historie von der schönen Lau (Plastik von Fritz von Graevenitz). Das Kloster, seit 1556 Klosterschule, seit 1817 Evangelisch-theologisches Seminar, gehörte zu den berühmten württembergischen Bildungsstätten. Absolventen waren: Wilhelm Hauff, Friedrich Theodor Vischer, Gustav Pfizer, David Friedrich Strauß, Wilhelm Zimmermann und Rudolf Kausler. Im Klosterhof 10 befand sich Hermann Hesses Wohnung. Die Burgruine Burg Ruck war Stammsitz des Minnesängers Heinrich von Rugge.

### Bönnigheim
Das Museum Sophie La Roche im ehemals königlich-württembergischen Forstgefängnis neben dem spätbarocken Schloss erinnert an den Aufenthalt der Schriftstellerin Sophie von La Roche, die in Bönnigheim den Roman Die Geschichte des Fräuleins von Sternheim, den ersten deutschen Frauenroman, verfasste. Die Ausstellung zeigt die wichtigsten Stationen ihres Lebens sowie ihr umfangreiches literarisches Werk, das aus Romanen, Erzählungen, Briefen, pädagogische Schriften und Reiseliteratur besteht.

### Brackenheim

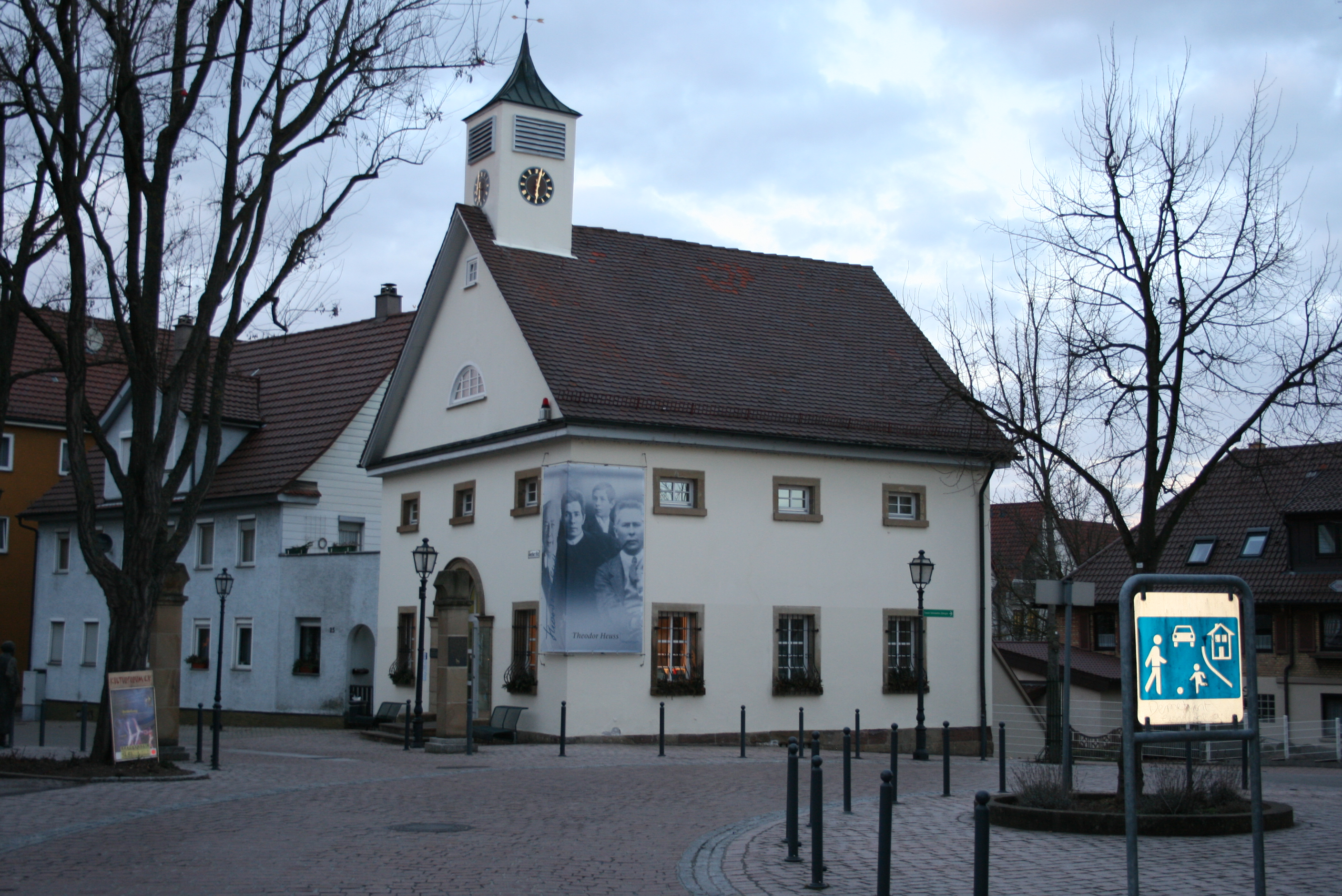
Theodor-Heuss-Museum der Stadt Brackenheim

Theodor-Heuss-Museum (Obertorstraße 27): die Ausstellung in dem alten Wachhaus gegenüber dem abgerissenen Geburtshaus von Theodor Heuss dokumentiert Leben und Werk des Schriftstellers, Publizisten und Politikers. Ein Videofilm zeigt die Lebensstationen des ersten Bundespräsidenten der Bundesrepublik Deutschland.

### Braunsbach-Steinkirchen
Friedhof: Grab von Gerhard Nebel.

### Bretten

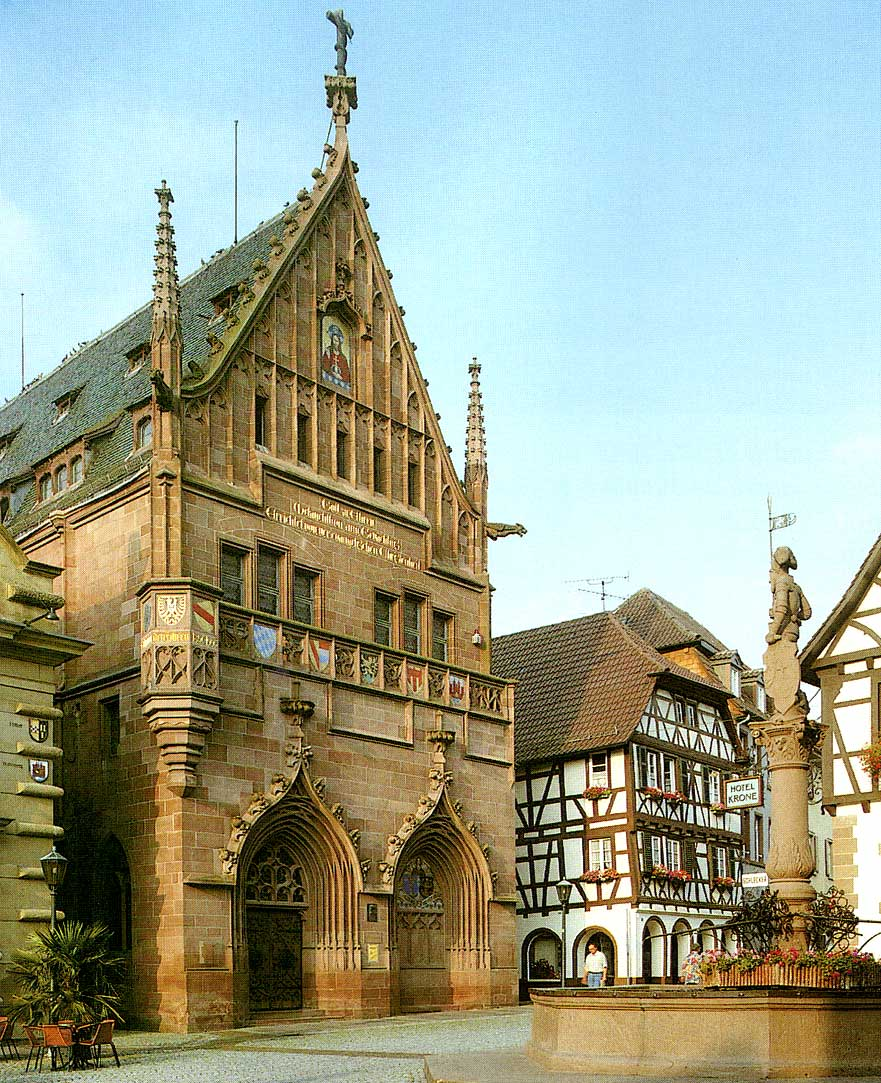
Melanchthonhaus in Bretten

Melanchthonhaus am Marktplatz: Forschungs- und Gedenkstätte für den hier geborenen Reformator Philipp Melanchthon. Das 1897 – 1903 errichtete Gebäude befindet sich an der Stelle des im 17. Jahrhundert abgebrannten Geburtshauses. Vor der Stiftskirche und vor dem Gymnasium in der Weißhoferstraße: Melanchthon-Denkmäler. Marktplatz: Gedenktafel zur Erinnerung an Schillers Flucht aus dem Herzogtum Württemberg und seine Übernachtung im damals pfälzischen Bretten. Pforzheimer Straße 7: Geburtshaus des Reiseschriftstellers Michael Heberer, des pfälzischen Robinson.

### Calw

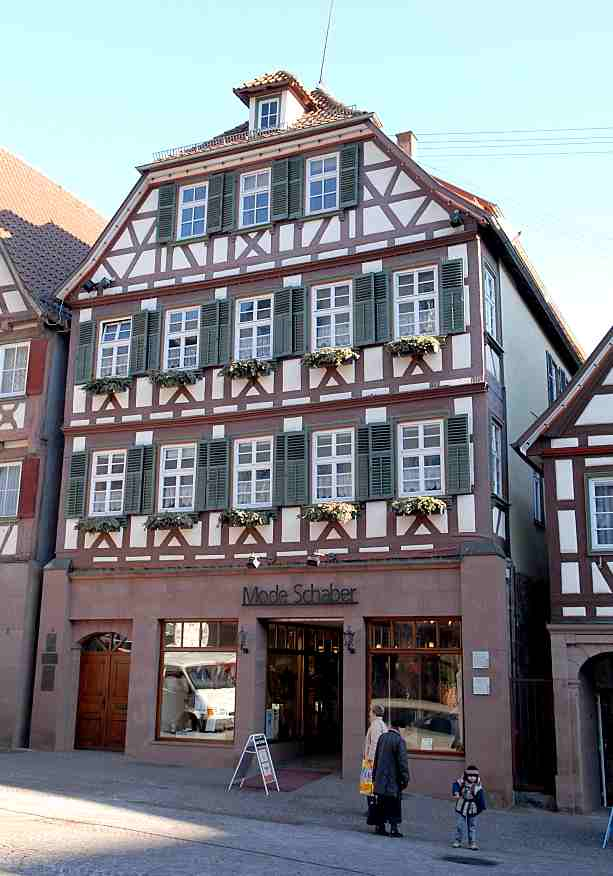
Hermann Hesses Geburtshaus in Calw

Hermann-Hesse-Museum (Marktplatz 30): die Ausstellung bietet eine umfangreiche Darstellung von Hermann Hesses Leben und Werk in Handschriften, Erstausgaben, Bildern und zeitgenössischen Dokumenten. Ein weiterer Schwerpunkt der Ausstellung bildet die Familie Hesse-Gundert und ihre Arbeit für den Calwer Verlagsverein, insbesondere Hesses Großvater, der Indien-Missionar Hermann Gundert. Marktplatz 6: Hermann Hesses Geburtshaus (Gedenktafel). Bischofstraße 4: Wohnung von Hesses Großeltern und Eltern, Sitz des Calwer Verlagsvereins (Gedenktafel). Marktplatz: Rathaus und Rathaushalle finden in Hesses Erzählungen Schön ist die Jugend und Eine Fußreise im Herbst Erwähnung; der untere Marktbrunnen spielt in Kindheit des Zauberers eine Rolle. Bischofstraße 48: Vischersches Haus, Geburtshaus von Emilie Vischer (1799–1881), der späteren Frau Ludwig Uhlands. Lederstraße 24: Wohnung der Familie Hesse 1889 – 1893 (Gedenktafel). Friedhof: Gräber der Familien Hesse-Gundert. Kirchplatz 3, Ecke Schulgasse/Zwinger: ehemaliges Rektorat des Real-Lyceums, der Calwer Lateinschule, die Hermann Hesse zwischen Juli 1886 und Februar 1890 besuchte, heute Volkshochschulgebäude. Die Schule spielt in den Erzählungen Der Lateinschüler und Peter Bastians Jugend eine Rolle. Hesses Calwer Schulerfahrungen haben in die Romane Unterm Rad und Demian Eingang gefunden. Vor seiner Geburt, zwischen Juni 1871 und Juli 1872, unterrichtete seine Mutter Marie Hesse als erste Lehrerin an einer württembergischen Realschule Englisch in der Oberklasse. Marktplatz: evangelische Stadtkirche, sie tritt in Hesses Erzählungen Kinderseele und Die Verlobung sowie in seiner Erinnerung Notizblätter um Ostern auf.

### Denkendorf
Bengel-Stüble im Kloster Denkendorf (Klosterhof 5): die Ausstellung zeigt Manuskripte und Erstdrucke des Theologen und Schriftstellers Johann Albrecht Bengel, der hier als Präzeptor tätig war. Schautafeln unterrichten über die Geschichte des Klosters und die Klosterschule, die von Karl Friedrich Reinhard, Jakob Friedrich Abel, dem Lehrer Schillers auf der Hohen Carlsschule in Stuttgart, sowie von Friedrich Hölderlin und seinem Freund Rudolf Friedrich Heinrich Magenau besucht wurden. Schillers Vater, Johann Caspar Schiller, machte in Denkendorf eine Barbierlehre beim Klosterbader Fröschlin. Das Hölderlin-Zimmer erinnert mit Schriften und Bildern an den berühmtesten Schüler der Klosterschule. Klosterhof 5: Geburtshaus des Kunstschriftstellers Fritz Alexander Kauffmann, dessen Vater in den Klostergebäuden eine Senffabrik betrieb. In Denkendorf spielt Kauffmanns autobiographischer Roman Leonhard, die Chronik einer Kindheit (1956).

### Dettingen
Wilhelm-Zimmermann-Gedenkstätte im Johann-Ludwig-Fricker-Haus (Milchgasse 6): die Ausstellung zeigt Handschriften, Porträts und Erstausgaben zu Leben und Werk von Wilhelm Zimmermann, der als Pfarrer in Dettingen mit Filiale Hülben sein Hauptwerk, die Allgemeine Geschichte des Großen Bauernkrieges verfasste.

### Dieterskirch
Sebastian-Sailer-Gedenkstätte (Sebastian-Sailer-Straße 2): die Ausstellung im Pfarrhaus zeigt Leben und Werk des schwäbischen Mundartdichters Sebastian Sailer, der 1756 – 1773 als Pfarrer in Dieterskirch tätig war.

### Ebersbach
Stadtmuseum Alte Post (Martinstraße 10): die stadtgeschichtliche Ausstellung enthält eine Gedenkstätte für den Kunstschriftsteller Fritz Alexander Kauffmann, der in Ebersbach den größten Teil seines Lebens verbrachte. Erinnert wird auch an den Räuber Johann Friedrich Schwan, dessen Schicksal Friedrich Schiller (Verbrecher aus verlorener Ehre) und Hermann Kurz (Der Sonnenwirt) bearbeiteten. Des Weiteren wird der Theologe Hermann Diem, ein Gegner des Nationalsozialismus, gewürdigt. Friedhof: Grab von Fritz Alexander Kauffmann. Gasthaus Sonne, heute Krone: Geburtshaus von Friedrich Schwan.

### Ehingen
Museum der Stadt Ehingen (Kasernengasse 6): in der stadtgeschichtlichen Ausstellung wird mit Autographen und Erstausgaben auch an die schwäbischen Mundartdichter Michel Buck, Sebastian Sailer und Carl Borromäus Weitzmann erinnert.

### Ellwangen
Stirner-Zimmer im Schlossmuseum des Geschichts- und Altertumsvereins: die Ausstellung zeigt eine Werkauswahl des schwäbischen Malerpoeten Karl Stirner. Neben Bildern, Zeichnungen und Holzschnitten sind die Bücher Stirners ausgestellt und die von ihm illustrierten Texte, wie etwa die Stirner-Fibel oder Mörikes Erzählung Das Stuttgarter Hutzelmännlein. Schleifhäusle bei Ellwangen: hier verlebte Stirner seine Kindheit.

### Emmendingen

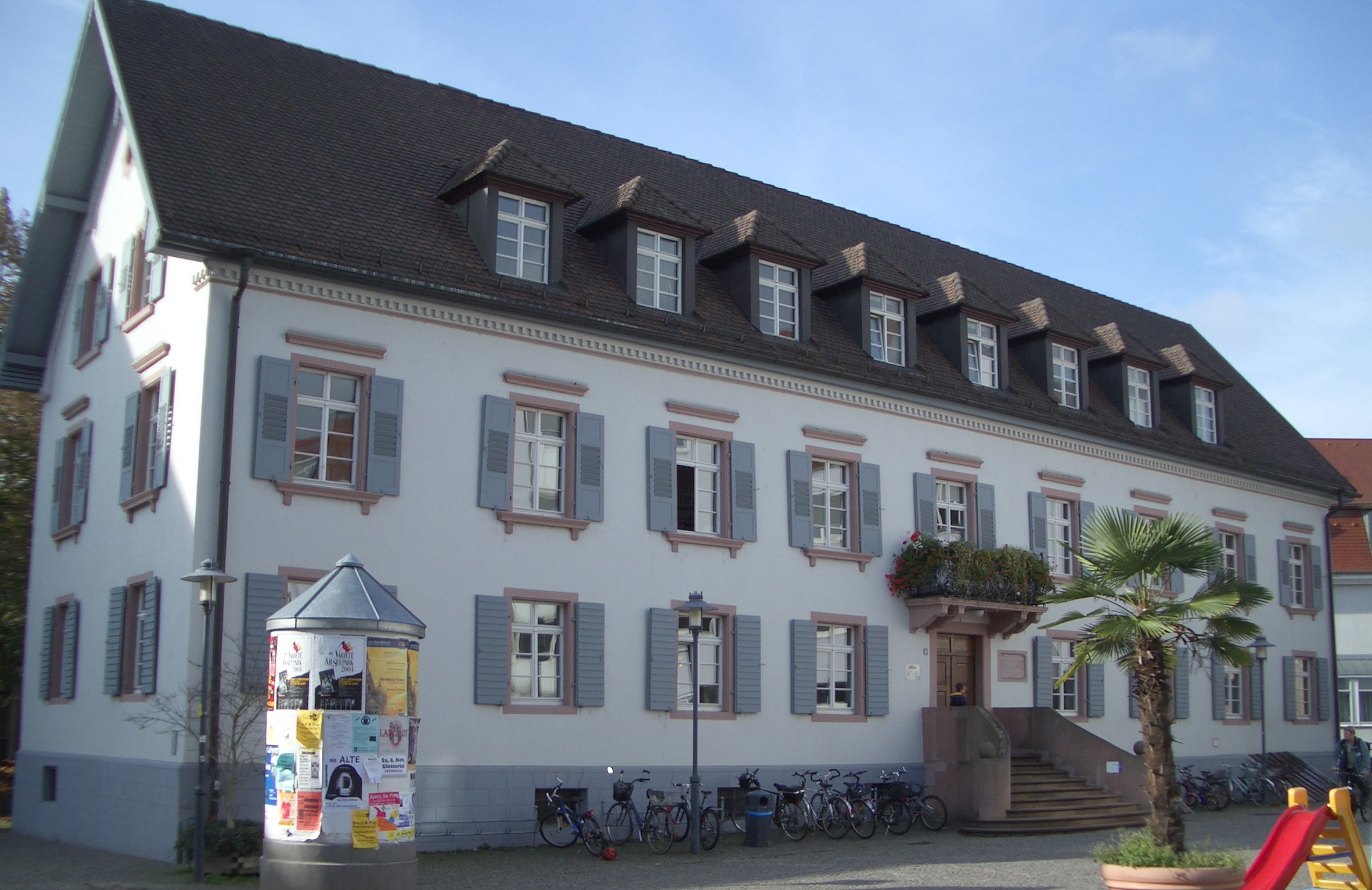
Schlossers Wohnsitz in Emmendingen

- Städtisches Heimatmuseum im Markgrafenschloss (Schlossplatz 1): die Ausstellung im Goethe-Zimmer zeigt Erinnerungen an Goethes Schwester Cornelia Goethe, die seit 1773 mit Goethes Studienfreund Johann Georg Schlosser verheiratet war. Goethe besuchte Emmendingen auf beiden Schweizerreisen, 1775 begleitet von Jakob Michael Reinhold Lenz und den Grafen Stolberg, 1779 in Gesellschaft von Herzog Carl August von Sachsen-Weimar. Für Lenz und Friedrich Maximilian Klinger wurde Emmendingen zu einer Zuflucht. Heinrich Leopold Wagner, Autor der Tragödie Die Kindsmörderin, Franz Christian Lerse, das Vorbild des treuen Lerse im Götz von Berlichingen, zwei Studienfreunde Goethes aus der Straßburger Zeit, verkehrten bei Schlossers, ebenso Gottlieb Konrad Pfeffel, Christoph Kaufmann, dem das Epochenetikett Sturm und Drang zu verdanken ist, Johann Kaspar Lavater, Sophie von La Roche, Karl Ludwig Knebel, Jakob Wilhelm Heinse und Johann Heinrich Merck.
- Landvogteistraße 6: ehemalige Landvogtei, heute Stadtbibliothek im Schlosserhaus, früher Wohnhaus von Johann Georg Schlosser und seiner Frau Cornelia (Gedenktafel).
- Goethe-Park: Gedenksäule für Goethe und Lenz.
- Marktplatz 9: Löwen-Stube im Kaufhaus Krauss zur Erinnerung an Hermann und Dorothea.
- Schlossplatz: Lenzhäuschen.
- Alter Friedhof, Freiburger Straße: Grab von Cornelia Schlosser geb. Goethe.
- Neubronnstraße 25: Landeskrankenhaus, hier starb am 26. Juni 1957 Alfred Döblin. Beigesetzt wurde er auf dem Dorffriedhof von Housseras neben seinem Sohn Wolfgang Döblin.
- Deutsches Tagebucharchiv (Marktplatz 1): sammelt private Lebenszeugnisse (Tagebücher, Briefwechsel und Lebenserinnerungen).

### Ertingen
Michel-Buck-Gedenkstätte im Kaplaneihaus (Dürmentinger Straße 33): das Museum enthält Dokumente zu Leben und Werk des Arztes und Mundartdichters Michel Buck, der in Ertingen geboren wurde und in Ehingen an der Donau starb. Michel-Buck-Straße 34: Geburtshaus von Michel Buck (Gedenktafel).

### Esslingen
- Stadtmuseum im Gelben Haus (Hafenmarkt 7): das Gelbe Haus ist das Stammhaus der Familie Weinland, hier verbrachte der Schriftsteller David Friedrich Weinland seine Jugendzeit (Gedenktafel); im Rahmen der stadtgeschichtlichen Ausstellung wird auch an namhafte Esslinger Persönlichkeiten erinnert, darunter an den Minnesänger Schreiber von Esslingen, Alexander von Württemberg und den Seracher Dichterkreis (historisches Gemälde von Schloss Serach), David Friedrich Weinland, sowie den in Esslingen geborenen Forschungsreisenden Ferdinand von Hochstetter.
- J. F. Schreiber-Museum im Salemer Pfleghof (Untere Beutau 8): das Museum erzählt die Geschichte des Esslinger Schreiber-Verlags und seiner Produkte; gezeigt werden farbig illustrierte Bilderbogen, Papiertheater, Kartonmodelle und Bilderbücher, die in hoher Auflage für Jugendliche hergestellt wurden. Das rekonstruierte Atelier eines Illustrators und in eine Druckerei geben einen Eindruck der damaligen Verlagsarbeit.
- Marktplatz 21/23: der ehemalige Pfleghof des Klosters Speyer, heute Sitz der Sektkellerei Kessler, ist das Geburtshaus des Forschungsreisenden Ferdinand von Hochstetter (Gedenktafel).
- An der Mühlberger Straße: erstes deutsches Lenau-Denkmal von Emil Kiemlen.
- Augustinerstraße 2: Geburtshaus von Anna Schieber.
- Archivstraße: Postmichelbrunnen, erinnert an eine Esslinger Legende.
- Burgsteige: Kaisheimer Pfleghof: Geburtshaus des Turnvaters Theodor Georgii.
- Esslinger Burg: Hochwacht, das sogenannte Haus auf der Mauer, von Eduard Mörike bewohnt (Gedenktafel).
- Münster St. Paul: die älteste noch erhaltene Bettelordenskirche Deutschlands, 1268 von Albertus Magnus eingeweiht.
- Heugasse: Geburtshaus des Arbeiterführers Julius Motteler.
- Auf der Neckarinsel Maille: Denkmal für den Historiker und Begründer des schwäbischen und deutschen Sängerbundes Karl Pfaff und für den Turnvater Theodor Georgii.
- Auf dem Esslinger Höhenweg beim Segelfluggelände: das Dulkhäusle, Dichterklause von Albert Dulk (Gedenktafel).

### Esslingen-Serach
Schloss Serach (Schlößlesweg 39): Wohnsitz des Grafen Alexander von Württemberg, bei dem Justinus Kerner, Karl Mayer, Gustav Schwab und Nikolaus Lenau verkehrten, die den Seracher Dichterkreis bildeten.

### Fellbach
Stadtmuseum (Hintere Straße 26): Erinnerungen an den Pfarrer und neulateinischen Dichter Georg Conrad Maickler, an die Familie Auberlen sowie die Fellbacher Pietistengemeinde. Alter Pfarrhof: Wohnung der Fellbacher Pfarrer, darunter Georg Conrad Maickler und Karl Friedrich Werner (Gedenktafel). Neben dem Neuen Rathaus: Gedenktafel für Friedrich Silcher vom Alten Schulhaus (1986 abgerissen), wo er beim Lehrer und Organisten Nikolaus Ferdinand Auberlen in die Lehre ging. Mörike-Keller: letzter Überrest vom Haus, das Eduard Mörike zusammen mit seiner Schwester Clara für zwei Monate bewohnte. Lutherkirche: Epitaph für Georg Conrad Maickler. Alter Friedhof: Grab von Karl Friedrich Werner.

### Fellbach-Schmiden
Pfarrhaus (Straße): Geburtshaus des Religionswissenschaftlers Ferdinand Christian Baur (Gedenktafel).

### Filderstadt-Bernhausen
Pfarrhaus und Kirche: Eduard Mörike hielt hier seine erste Predigt (Ostern 1824).

### Filderstadt-Plattenhardt
Pfarrstraße 2: Pfarrhaus Eduard Mörikes von Mai bis Dezember 1829. Hier schrieb er am Roman Maler Nolten und verlobte sich mit Luise Rau (Gedenktafel).

### Freiburg im Breisgau
- Heinrich-Hansjakob-Gedenkstätte in der Kartaus in der vollständig erhaltenen Wohnung des Schriftstellers und Pfarrers Heinrich Hansjakob, der von 1884 bis 1913 das Pfarramt von St. Martin versah und in den Jahren 1897 bis 1913 die Kartaus als Refugium für seine literarischen Arbeiten benutzte. Hier entstand nahezu sein ganzes erzählerisches Werk.
- Pfarrhaus St. Martin (Rathausplatz 5): Hansjakobs Amtswohnung.
- Kreuzgang von St. Martin: (Gedenktafel).
- Am Freiburger Predigerkloster lehrte im 13. Jahrhundert Albertus Magnus (Gedenktafel am Rotteckring).
- Lehrer bzw. Schüler der 1457 gegründeten Albert-Ludwigs-Universität waren Johann Geiler von Kaisersberg, Jakob Wimpheling, Johannes Reuchlin, Thomas Murner, Erasmus von Rotterdam (Gedenktafel am Haus „Zum Walfisch“, Franziskanerstraße).
- Zu den berühmten Besuchern der Stadt zählen Sulpiz Boisserée, Wilhelm von Humboldt, Marianne von Willemer und Gustav Schwab.
- Alter Friedhof: Gräber von Johann Georg Jacobi, vom Verleger und Gründer des Herder-Verlags Bartholomä Herder, von Joseph von Auffenberg.
- Hauptfriedhof: Gräber von Emil Gött, dem Freund von Emil Strauß, der Götts landwirtschaftliche Kolonisation in seinem Roman Riesenspielzeug beschrieb; von Eberhard Meckel.

### Gaienhofen
Hermann-Hesse-Höri-Museum. Hermann-Hesse-Haus.

### Gärtringen
Friedrich-Sieburg-Gedenkstätte in der Villa Schwalbenhof: die Ausstellung dokumentiert Leben und Werk des Publizisten Friedrich Sieburg, der hier seinen Lebensabend verbrachte.

### Geislingen

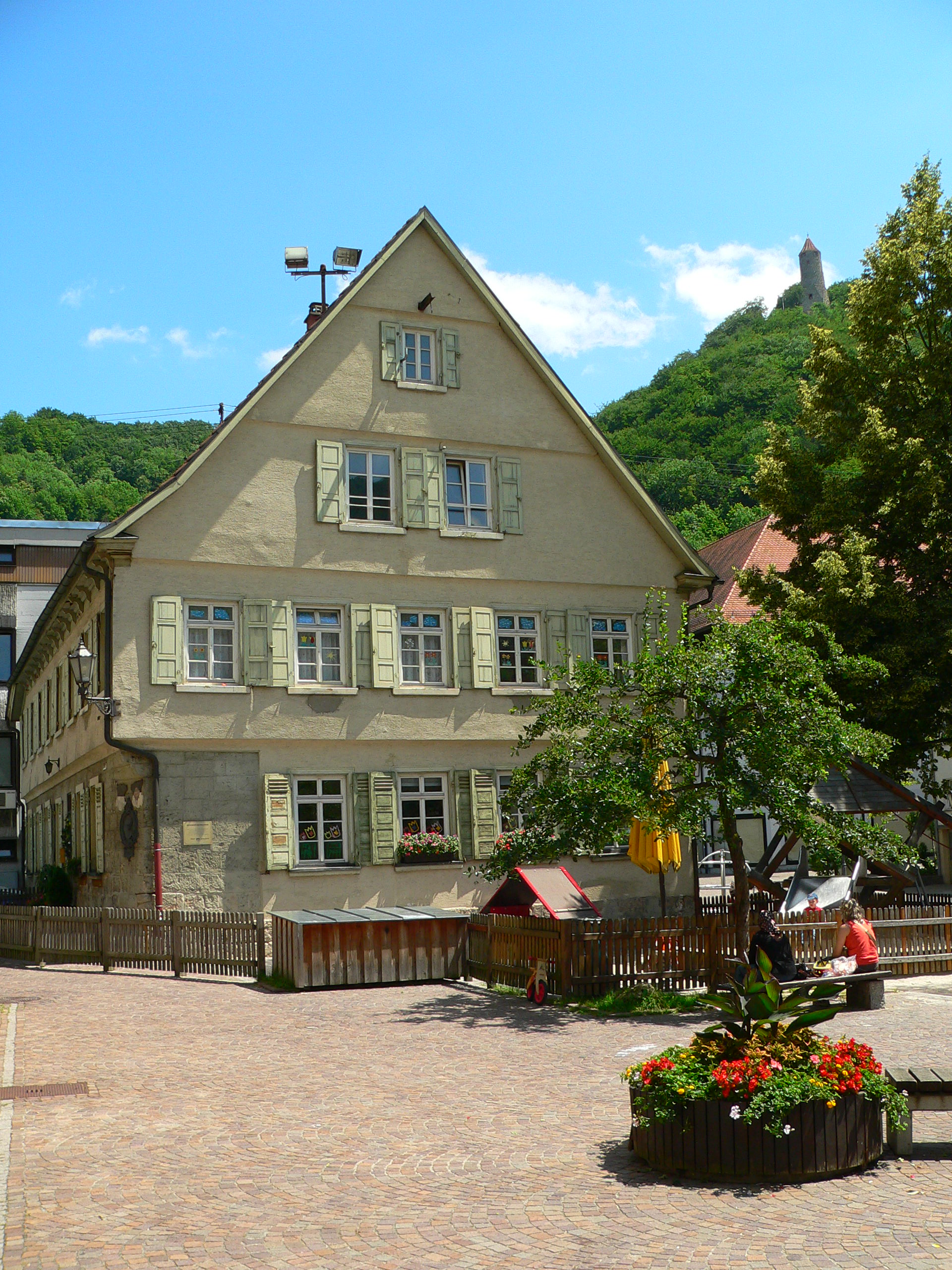
Schubart-Schulhaus in Geislingen an der Steige

Heimatmuseum: Erinnerungen an Christian Friedrich Daniel Schubart in Geislingen (1763 – 1769) und seine dortige Lehrertätigkeit. Schlossgasse 3: Schubarts Wohnung (Gedenktafel), Oberlin-Kindergarten bei der Stadtkirche (Schubart-Gedenktafel am Alten Schulhaus).

### Gerlingen
Stadtmuseum (Weilimdorfer Straße 9 – 11): im alten Schulhaus von 1818 werden in der stadtgeschichtlichen Ausstellung auch Erinnerungen an Johann Caspar Schiller, und die Familie Schiller in Gerlingen präsentiert. Vorgestellt werden außerdem berühmte Gerlinger Persönlichkeiten, wie die Missionare Johannes Rebmann und Johannes Zimmermann. Rebmannhaus: Geburtshaus von Johannes Rebmann. An der Kirche: Grab von Johann Caspar Schiller und von Schillers Schwester Nanette. In der Ortsmitte: Denkmal für Johann Caspar Schiller.

### Gomaringen

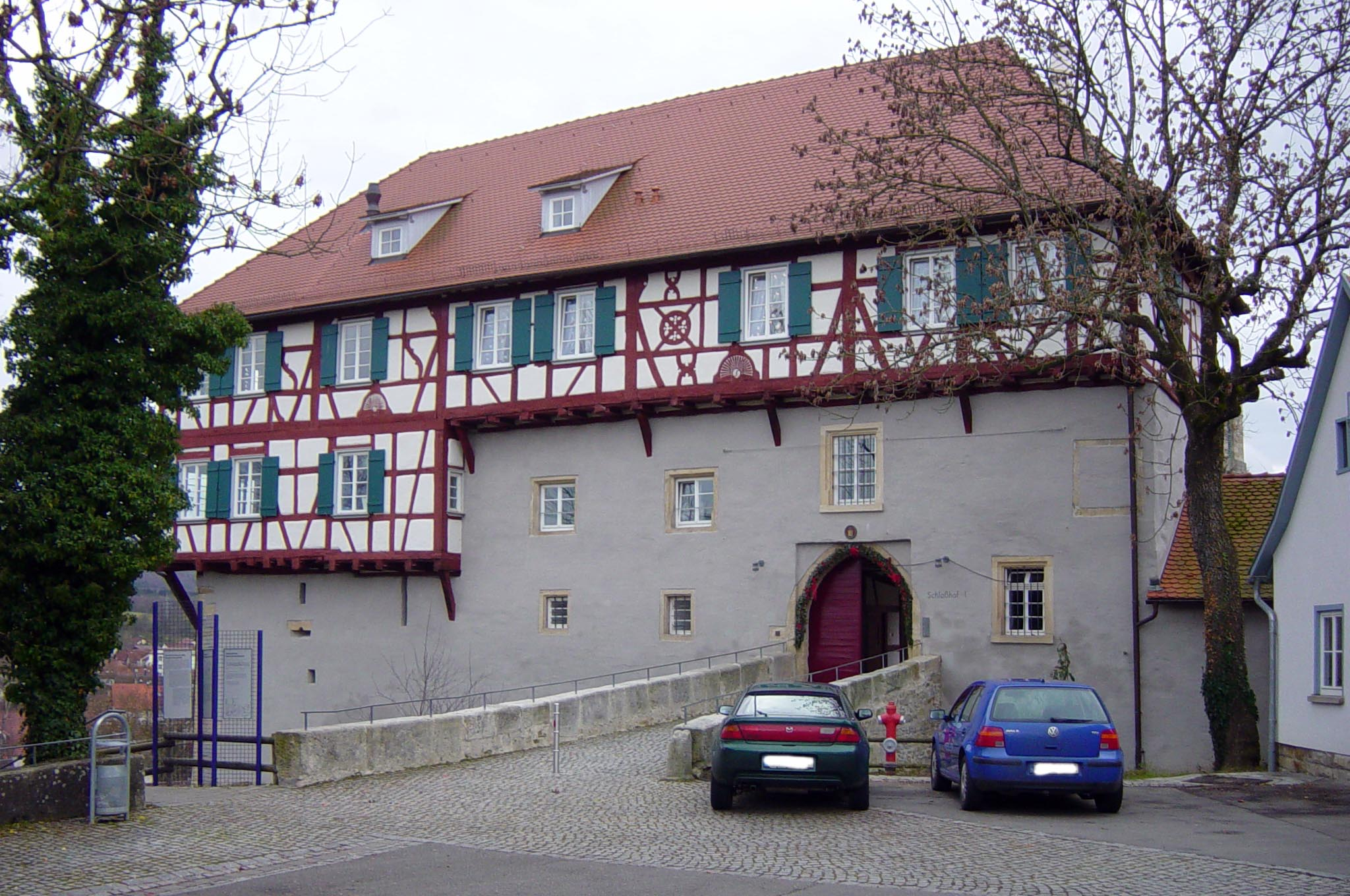
Gomaringer Schloss

Gustav-Schwab-Museum (Im Schlosshof 1): Gedenkstätte für den Dichter und Schriftsteller Gustav Schwab. Sein berühmtestes Werk, Die schönsten Sagen des klassischen Altertums, verfasste er in den für die Ausstellung eingerichteten Räumen des Südflügels, die er 1837 – 1841 als Pfarrer bewohnte.

### Gundelsheim (Württemberg)
Schloss Horneck: diente Wilhelm Hauff als Vorlage für den Schauplatz seiner Novelle Das Bild des Kaisers.

### Grabenstetten
Pfarrhaus: das Geburtshaus von David Friedrich Weinland, Verfasser des Jugendromans Rulaman (Gedenktafel).

### Hagnau
Hagnauer Museum im Rathaus (Im Hof): Hansjakob-Museum mit Erinnerungen an den Volksschriftsteller Heinrich Hansjakob. Pfarrhaus: 1869 – 1884 Wohnung von Heinrich Hansjakob während seiner Zeit als Pfarrer von Hagnau (Gedenktafel). Auf dem Rathausplatz: Hansjakob-Brunnen mit Denkmal.

### Haslach
Museum Freihof (Haslach im Kinzigtal) mit Hansjakob-Museum.

### Haßmersheim-Neckarmühlbach
Burg Guttenberg: Aufenthalt von Wilhelm Hauff als Hauslehrer der Familie von Gemmingen im Sommer 1825 (Gedenktafel). Die Burg diente Hauff als Vorlage für den Schauplatz seiner Novelle Das Bild des Kaisers. Burgmuseum: neben Rüstungen, Waffen und Urkunden sind Bücher aus der umfangreichen Burgbibliothek (3000 Bände) ausgestellt, außerdem eine Xylothek (Holzbibliothek).

### Hausen

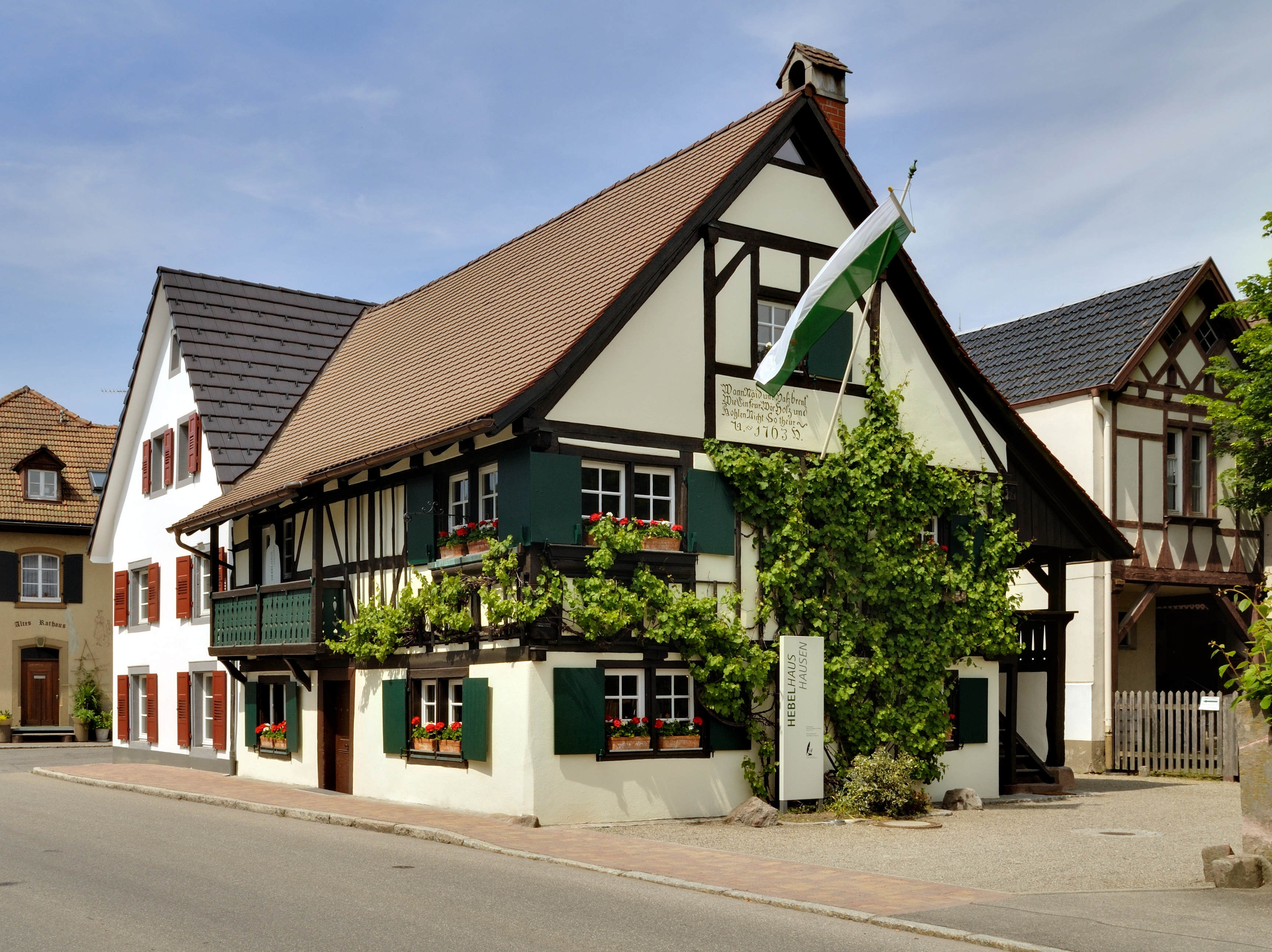
Hebelhaus

Heimatmuseum Hebelhaus: die Ausstellung im ehemaligen Elternhaus von Johann Peter Hebel zeigt Dokumente zu Leben und Werk des Dichters.

### Heidelberg
- Abtei Neuburg: Nachdem im Jahre 1825 der Kaiserliche Rat Johann Friedrich Heinrich Schlosser mit seiner Ehefrau Sophie Charlotte du Fay, das Anwesen als Sommersitz erworben hatte, der Onkel des Käufers Johann Georg Schlosser war der Ehemann von Johann Wolfgang Goethes Schwester Cornelia Schlosser, wurde die Abtei zum literarischen Treffpunkt bedeutender Sommergäste und einem Literarischen Salon, einem Ort der Zusammenkunft für Lyriker, Literaten, Philosophen, und Komponisten die, die schönsten Vertonungen der Lyrik Deutscher Romantik schufen. Es besuchten den Sommersitz Carl Maria von Weber, Joseph Görres, Freiherr vom Stein, Johannes Brahms, Joseph von Eichendorff, Clemens Brentano, Rudolf Steiner, Hermann Hesse, Stefan George, Rainer Maria Rilke und Klaus Mann. In dieser Aufzählung wurden nicht alle benannt, die während der Jahre Gäste Schlossers und seiner Gemahlin Sophie Charlotte und deren Erben waren.
- Bibliotheca Palatina: Elsässische Werkstatt von 1418, Hagenauer Werkstatt (Diebold Lauber), Schwäbische Werkstatt des Ludwig Henfflin.
- Literarische Ausstellung im Palais Boisserée.
- Wohnhaus des Historikers Friedrich Christoph Schlosser (Gedenktafel).
- Stiftung Friedrich-Ebert-Gedenkstätte (Pfaffengasse 18).

### Rohrbach
Eichendorff-Zimmer im Heimatmuseum Rohrbach (Rathausstraße 76): neben Zeugnissen zur Ortsgeschichte und zur Geschichte des Rohrbacher Schlösschens erinnert ein eigener Raum an Joseph von Eichendorffs Heidelberger Zeit (1807/08), seine Zugehörigkeit zum Eleusinischen Bund um Graf von Loeben und seine Romanze mit der Rohrbacher Küferstochter Katharina Förster, verewigt in dem Gedicht In einem kühlen Grunde.

### Herrenberg
Stadtmuseum im Fruchtkasten: Erinnerungen an den in Herrenberg geborenen Johann Valentin Andräe.

### Heubach-Lautern
Schriftgut-Archiv Ostwürttemberg (Unterm Stein 13): im Archiv befinden sich umfangreiche Bestände zu Leben und Werk von Autoren aus Ostwürttemberg. Angegliedert sind Gedenkstätten für den Schriftsteller Josef Mühlberger und den heimatgeschichtlichen Autor Franz Zierlein.

### Hohberg-Diersburg
Talstraße 2: Wohnhaus Friederike Brions (Gedenktafel).

### Hohenstein-Bernloch
Hans-Reyhing-Stube (Im Wiesengrund 1): die Ausstellung ist dem Heimatdichter Hans Reyhing gewidmet, dem Schilderer der Schwäbischen Alb und ihrer Bauern. Hans-Reyhing-Weg 9: Geburtshaus von Hans Reyhing (Gedenktafel). Friedhof: Grab von Hans Reyhing

### Hohenwittlingen
Burg Hohenwittlingen: Zuflucht des Reformators Johannes Brenz (Gedenktafel). Hofgut Hohenwittlingen: Wohnsitz von David Friedrich Weinland (Gedenktafel mit Porträt). Unterhalb des Hofgutes: Gräber der Familie Weinland

### Hornberg
Wilhelm-Hausenstein-Gedenkraum im Stadtmuseum

### Hülben
Pietismusmuseum

### Iznang
Höristraße 10: Geburtshaus von Franz Anton Mesmer (Gedenktafel).

### Jagsthausen
Schlossmuseum in der Götzenburg: die Ausstellung ist die Privatsammlung der seit dem 14. Jahrhundert hier ansässigen Familie von Berlichingen in Götzens Geburtshaus.

### Karlsruhe
Museum für Literatur am Oberrhein im Prinz-Max-Palais (Karlsruhe): die Ausstellung gibt einen Überblick über die Geschichte der Literatur zwischen Bodensee und Mainz, unter Einbeziehung der Regionen von Baden, Württemberg, Elsass und Schweiz. Johann Peter Hebel, Joseph Victor von Scheffel.

### Kirchdorf
Michael-von-Jung-Gedenkstätte: die Ausstellung zeigt Dokumente aus dem Leben des Pfarrherrn Michael von Jung, der fast vierzig Jahre lang, zwischen 1811 und 1849, seiner Kirchdorfer Gemeinde vorstand und berühmt war für seine Grablieder, die er bei Beerdigungen zur Laute vortrug.

### Kirchheim-Ötlingen
Pfarrhaus und Kirche: Eduard Mörikes Pfarrverweseramt von Ende April bis Juni 1834.

### Kiechlinsbergen
Schloss: Wein- und Landgut Karl Wolfskehls, „Kiech“ genannt; hier lebte Wolfskehls Familie seit 1918.

### Kirchheim
Literarisches Museum im Max-Eyth-Haus Max Eyth, Hans Bethge, Hermann Kurz, Hermann Hesse.

### Knittlingen
Faust-Museum und Faust–Archiv.

### Köngen
Pfarrhaus und Kirche: Eduard Mörikes Pfarrverweserstelle von Mai bis Dezember 1827. Neckarbrücke: in Wilhelm Hauffs Roman Lichtenstein der Schauplatz von Herzog Ulrichs Flucht. Hier rettete er sich vor seinen Verfolgern durch einen Sprung mit dem Pferd in den Neckar.

### Königsfeld
Albert Schweitzer

### Konstanz
Heinrich Seuse.
Hus-Museum Konstanz, Hussenstraße 64: Das Haus, in dem vermutlich der böhmische Reformator Johannes Hus mit seinen Freunden während des Konstanzer Konzils bis zu seiner Festnahme als Ketzer wohnte, wurde 1923 der Prager Hus-Museums-Gesellschaft zur Einrichtung einer Gedenkstätte überlassen. Die Ausstellung zeigt Dokumente zu Johannes Hus und seiner Zeit.

### Korntal-Münchingen
Gemeindegalerie der Evangelischen Brüdergemeinde Korntal (Saalplatz 1): die Ausstellung informiert anhand von Schrift-, Bild- und Tondokumenten über die aus dem Pietismus hervorgegangene Glaubensgemeinschaft in Korntal. Heimatmuseum Münchingen (Kirchgasse 1): im Rahmen der Ortsgeschichte werden Zeugnisse zu Leben und Werk des Münchinger Pfarrers und Dichters Johann Friedrich Flattich gezeigt.

### Kornwestheim
Pfarrhaus: Wohnung von Philipp Matthäus Hahn, von Goethe besucht (Gedenktafel).

### Kupferzell
Friedhof: Grab von Karl Julius Weber.

### Langenbrettach-Langenbeutingen
Albrecht-Goes-Stube (Lindenstraße 3): Gedenkstätte für den schwäbischen Dichter und Pfarrer Albrecht Goes im „Unteren Kirchle“.

### Langenburg
Carl-Julius-Weber-Gedenkstube im Rathaus: die Ausstellung erinnert an den in diesem Haus geborenen Schriftsteller und Satiriker Karl Julius Weber und sein Werk, die Briefe eines in Deutschland reisenden Deutschen und Demokritos. Hauptstraße 10: Dekanat, Wohnung von Agnes Günther (Gedenktafel). Schloss Langenburg

### Lauffen
- Hölderlin-Zimmer im Museum im Klosterhof der Stadt Lauffen am Neckar (Klosterhof 4): die Ausstellung dokumentiert die Wohnungen der Familie Hölderlin in Lauffen. Friedrich Hölderlins Vater war Klosterhofmeister in Lauffen; nach dessen Tod zog die Familie 1774 nach Nürtingen.
- Nordheimer Straße 5: Hölderlins Geburtshaus.
- Regiswindiskirche: Taufkirche Hölderlins.
- Im Park neben dem Kloster: Hölderlin-Denkmal mit Gedenktafel von 1873.
- An der Straßenkreuzung vor dem Kloster: Skulpturengruppe „Hölderlin im Kreisverkehr“ des Bildhauers Peter Lenk.

### Laupheim
Museum zur Geschichte von Christen und Juden Kilian von Steiner und Carl Lämmle.

### Leibertingen-Kreenheinstetten
Gedenkstätte für Abraham a Sancta Clara in der Pfarrscheuer: Dichters und Predigers Abraham a Sancta Clara. Gasthaus Zur Traube: Geburtshaus von Abraham a Sancta Clara.

### Leinfelden-Echterdingen
Pfarrhaus: Wohnung des Mechanikerpfarrers Philipp Matthäus Hahn (Gedenktafel). Schillers Lehrer.

### Leonberg
Stadtmuseum (ehemalige deutsche und lateinische Schule, davor Beginen-Haus) mit Schelling-Gedenkraum (Pfarrstraße 1): erinnert wird an den im Pfarrhaus geborenen Philosophen Friedrich Wilhelm Joseph Schelling sowie an den Astronomen Johannes Kepler. Pfarrstraße 15: Geburtshaus von Friedrich Wilhelm Joseph Schelling (Gedenktafel). Marktplatz 11: Wohnhaus Johannes Keplers (Gedenktafel). Marktplatz 26: Unterkunft Hölderlins im Geburtshaus seines Freundes Immanuel Gottlieb Nast (Gedenktafel).

### Leonberg-Gebersheim
Bauernhausmuseum (Alte Dorfstraße 34): Albrecht und Elisabeth Goes-Gedenkraum.

### Leonberg-Warmbronn
Christian-Wagner-Haus (Christian-Wagner-Straße 3): Literaturmuseum, Literaturarchiv und Gedenkstätte.

### Lichtenstein-Honau
Wilhelm-Hauff-Museum (Echazstraße 2): die Ausstellung zeigt das Gesamtwerk des Schriftstellers Wilhelm Hauff und geht besonders auf dessen vaterländischen Roman Lichtenstein. Eine romantische Sage aus der württembergischen Geschichte (1826) ein. Das Schloss, 1840/41 auf einem Felsen über dem Echaztal errichtet, wurde nach Hauffs Beschreibungen im Roman gebaut. Im Schlosspark: Wilhelm-Hauff-Denkmal von Theodor Wagner. Nebelhöhle: in Hauffs Roman die Zufluchtsstätte des flüchtigen Herzogs Ulrich.

### Lorch
- Heimatmuseum im Kapitelsaal des ehemaligen Klosters: die heimatgeschichtliche Ausstellung enthält Erinnerungen an die Lorcher Aufenthalte der Familie Schiller (1764 – 1766) und an Eduard Mörike (1867 – 1869).
- Stuttgarter Straße 5: Gasthof zur Sonne, die erste Unterkunft der Familie Schiller (Inschrift über dem Türsturz).
- August-Wilhelm-Pfäffle-Straße 2: Wohnung der Familie Schiller beim Schmied Molt, das sogenannte Schillerhaus von Lorch.
- Stuttgarter Straße 12: Mörikes erste Wohnung.
- Hauptstraße 27: Mörikes zweite Wohnung.
- Hauptstraße 24: Mörike-Haus, die dritte Wohnung (Gedenktafel, Mörike-Denkmal vor dem Haus).
- Hauptstraße 1: Mörikes Ferienwohnung beim Feinbäcker Fritz (Spätsommer 1873).

### Lörrach
Dreiländermuseum (Basler Straße 143): die Ausstellung im ehemaligen Pädagogium, an dem Johann Peter Hebel zwischen 1783 und 1791 unterrichtete und wohnte, enthält Bilder, Bücher und Dokumente zu seinem Leben und Werk, besonders zur Lörracher Zeit, sowie Illustrationen zu den Alemannischen Gedichten und zum Schatzkästlein Der Rheinländische Hausfreund.

### Löwenstein
Manfred-Kyber-Museum im Freihaus: die Ausstellung zeigt Erinnerungen an den Schriftsteller und Publizisten Manfred Kyber, der von 1923 bis zu seinem Tod in Löwenstein lebte und hier beerdigt wurde. Maybachstraße 14: Wohn- und Sterbehaus von Manfred Kyber. Bergfriedhof: Grab von Manfred Kyber und von Friederike Hauffe, bekannt als Justinus Kerners Seherin von Prevorst. Maybachstraße 21: Sterbehaus von Friederike Hauffe.

### Ludwigsburg
- Städtisches Museum (Wilhelmstraße 3): die ständige Ausstellung zeigt Möbel und Bilder, Handschriften und Bücher der vier großen Ludwigsburger: Justinus Kerner, Eduard Mörike, Friedrich Theodor Vischer und David Friedrich Strauß. Auch an Tony Schumacher, Großnichte Justinus Kerners und gefeierte Kinderbuchautorin, die in Ludwigsburg geboren wurde und hier verstarb, wird erinnert.
- Kirchstraße 18: Wohnung des Organisten und Hofmusikdirektors Christian Friedrich Daniel Schubart.
- Mömpelgardstraße 26 und Stuttgarter Straße 26: Wohnungen der Familie Schiller (1766 – 1775, Gedenktafeln).
- Wilhelmstraße 17: Wohnung von Friedrich Schiller und seiner Frau Charlotte auf der sogenannten Schwabenreise (1793 bis 1794, Gedenktafel).
- Marktplatz 8: Geburtshaus von Georg und Justinus Kerner (Gedenktafel).
- Kirchstraße 2: Geburtshaus von Eduard Mörike (Gedenktafel).
- Obere Marktstraße 2: Wohnhaus der Familie Mörike (Gedenktafel).
- Stadtkirchenplatz 1: Geburtshaus von Friedrich Theodor Vischer (Gedenktafel).
- Marstallstraße 1: Geburtshaus von David Friedrich Strauß (Gedenktafel).
- Schillerstraße 4: Sterbehaus von David Friedrich Strauß.
- Alter Friedhof, Schorndorfer Straße: Grab von David Friedrich Strauß und von Ludovike Simanowitz, der Porträtistin Schillers.
- Myliusstraße/Arsenalstraße: Schiller-Denkmal.
- Holzmarkt bei der Unteren Marktstraße: Obelisk für die vier großen Ludwigsburger.
- Im Schlosspark: Denkmal für David Friedrich Strauß.

### Mannheim
Museum Schillerhaus der Reiss-Engelhorn-Museen: Ausstellung über Friedrich Schillers Mannheimer Aufenthalt und seine Arbeit als Dramatiker am Deutschen Nationaltheater. Friedhof: Grab von August von Kotzebue.

### Marbach

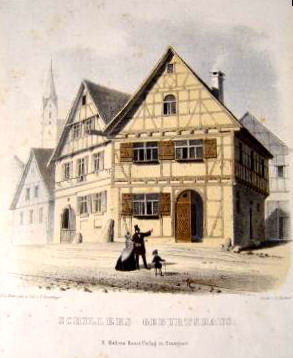
Schillers Geburtshaus, 1850 von Eberhard Emminger gemalt

Schillers Geburtshaus, seit 1859 der Öffentlichkeit zugänglich, ist eines der ersten Literaturmuseen in Deutschland. Gezeigt wird die bescheidene Wohnung der Familie Schiller mit dem Geburtszimmer des Dichters und der Küche im Erdgeschoss. Die Ausstellung im ersten Stock zeigt Gegenstände aus Schillers und seiner Familie Besitz. Ein weiterer Schwerpunkt der Ausstellung gilt der Geschichte der Schillerverehrung. Schiller-Nationalmuseum und Deutsches Literaturarchiv, Literaturmuseum der Moderne.

### Maulbronn
Kloster Maulbronn, seit 1557 Klosterschule, seit 1806 Evangelisch-theologisches Seminar; als Schüler bzw. Lehrer waren hier: Johannes Kepler, Karl Friedrich Reinhard, Rudolf Friedrich Heinrich Magenau, Friedrich Hölderlin, Friedrich Theodor Vischer, David Friedrich Strauß, Hermann Kurz, Georg Herwegh, David Friedrich Weinland und Hermann Hesse. Justinus Kerner, dessen Vater die Oberamtei Maulbronn verwaltete, verbrachte hier einen Teil seiner Jugend (1795 – 1799). Alter Friedhof an der Kirchenmauer: Grab von Caroline Schlegel-Schelling, die 1809 beim Besuch ihrer Schwiegereltern starb. Der Faustturm an einer Ecke der Klostermauer erinnert an Johann Georg Faust.

### Meersburg
- Droste-Museum im Fürstenhäusle (Stettener Straße 15): ehemaliges Rebhaus, das 1843 von Annette von Droste-Hülshoff ersteigert wurde. Das Gebäude bewahrte das Ambiente der Biedermeierzeit; die Räume sind mit Originalmöbeln der Dichterin eingerichtet und mit persönlichen Dingen wie Schmuck, Porzellan, Graphiken und Gemälden ausgestattet.
- Annette von Droste-Hülshoff-Gedenkräume im Alten Schloss (Schlossplatz 10): (Wohn- und Sterbezimmer, Arbeitszimmer) sowie ein Gedenkraum mit Erstausgaben ihrer Werke.
- Vor dem Alten Schloss: Droste-Denkmal.
- Vorburggasse 11: Sterbehaus von Franz Anton Mesmer.
- Auf dem Friedhof: Gräber von Annette von Droste-Hülshoff, ihrer Schwester Jenny und deren Mann, dem Freiherrn Joseph von Laßberg, Privatgelehrter und Sammler, den sein Interesse für das Altdeutsche mit den Gebrüdern Grimm, mit Justinus Kerner und Ludwig Uhland zusammenführte; des Weiteren die Gräber von Franz Anton Mesmer und Fritz Mauthner.
- Emil Rudolf Weiß starb in Meersburg.

### Meißenheim
Im Riedhof: Friederike-Brion-Stube. An der Kirche Meißenheim: Grab von Friederike Brion.

### Merzhausen
Kurt Heynicke Archiv.

### Meßkirch
Martin-Heidegger-Museum im Schloss: in drei Räumen des Renaissanceschlosses werden Leben und Werk des Philosophen Martin Heidegger dargestellt. Auch Werke von mit Heidegger verbundenen Künstlern wie Eduardo Chillida, Georges Braque oder Otto Dix werden ausgestellt. Hinzu kommen eine Arbeitsbibliothek und das Martin-Heidegger-Archiv.

### Michelbach an der Bilz-Rauhenbretzingen
Hauptstraße: Geburtshaus des Dichters und Essayisten Konrad Weiß (Gedenktafel).

### Möckmühl
Heimatmuseum mit Gedenkstätten für Schillers Schwester Louise Franckh und Hermann Hesses Archiv befinden sich umfangreiche Bestände zu Leben und Werk von Autoren aus Ostwürttemberg. Angegliedert sind Gedenkstätten für den Schriftsteller Josef Mühlberger und den heimatgeschichtlichen Autor Franz Zierlein.

### Münsingen
Ausstellung Max Kommerell im Bürgerhaus Zehntscheuer (Zehntscheuerweg 11): die Ausstellung zeigt Dokumente zu Leben und Werk des in Münsingen geborenen Dichters, Essayisten und Literaturwissenschaftlers Max Kommerell. Karlstraße 11: Geburtshaus von Max Kommerell (Gedenktafel).

### Murrhardt
Kirche: Grab von Friedrich Christoph Oetinger.

### Neckarzimmern
Museum Burg Hornberg: erinnert wird an Götz von Berlichingens Zwangsaufenthalt als Gefangener des Schwäbischen Bundes (1530 – 1562). Hier entstand auch die Lebensbeschreibung Gottfriedens von Berlichingens mit der eisernen Hand, die Goethe als Vorlage für sein Drama Götz von Berlichingen diente.

### Neuenbürg
Ausstellung Das kalte Herz im Schloss Neuenbürg: erinnert wird an Wilhelm Hauffs Märchen Das kalte Herz.

### Neuenstadt
Mörike-Gedenkstätte im Museum im Schafstall (Cleversulzbacherstraße 10): Ausstellung über die Familie Eduard Mörikes. Hauptstraße 15: Mörike-Apotheke (Gedenktafel). Friedhof: Erbbegräbnis der Familie Mörike, daneben die Gräber von Mörikes Schwester Klara und seiner Tochter Fanny.

### Neuenstadt-Cleversulzbach
Mörike-Museum im Alten Schulhaus (Turmhahnstr. 2): die Ausstellung stellt den Aufenthalt von Eduard Mörike als Pfarrer in Cleversulzbach (1834 – 1843) dar. In der St. Jost-Kirche: Mörikes Kanzel. Daneben: Mörikes Pfarrhaus und Pfarrgarten (nur von außen zu besichtigen). Friedhof: Gräber der Dichtermütter Elisabetha Dorothea Schiller, die bei einem Besuch ihres Schwiegersohnes Johann Gottlieb Frankh, dem Amtsvorgänger Mörikes in Cleversulzbach, starb, und Charlotte Mörike. Mörike ließ ein altes Steinkreuz, das einst auf dem Grab einer Predigerfrau stand, auf den Grabhügel setzen und schrieb darauf: Schillers Mutter.

### Neuffen
Stadtmuseum im Großen Haus (Schillingstraße 14): Erinnerungen an den Minnesänger Gottfried von Neifen. Burgruine Hohenneuffen: Stammsitz des Minnesängers Gottfried von Neifen, später württembergisches Staatsgefängnis, hier waren Jud Süß und Johann Jakob Moser eingekerkert. Im 19. Jahrhundert unternahm der Dichter und Archäologe Eduard Paulus Ausgrabungen am Hohenneuffen (Gedenktafel im Burghof).

### Niederstetten-Wermutshausen
Mörike-Zimmer im Pfarrhaus (Wermutshausen 25): gezeigt werden Erinnerungen an Eduard Mörikes Freund, den Pfarrer Wilhelm Hartlaub, der das Wermutshausener Pfarramt versah und der Mörike nach Aufgabe des Cleversulzbacher Pfarramts für ein halbes Jahr bei sich aufnahm.

### Nürtingen
- Ausstellung Hölderlin und Nürtingen im Stadtmuseum (Wörthstraße 1): die Ausstellung im Alten Schützenhaus präsentiert in ihrem ersten Teil das Thema Nürtingen in den Stimmen der Dichter (Friedrich Hölderlin, Eduard Mörike, Peter Härtling). Der zweite Teil gilt der Nürtinger Lateinschule und ihrer berühmtesten Schüler (Hölderlin, Schelling). Den zentralen Teil bilden Ernst Zimmers Berichte über den kranken Hölderlin im Tübinger Hölderlinturm an die Nürtinger Familie und Hölderlins Vormund (die Pflegschaftsakte Hölderlin).
- Neckarsteige 1: Wohnhaus der Familie Hölderlin-Gok, in dem Hölderlin 1774 – 1784 seine Kindheit verbrachte (Gedenktafel).
- Marktstraße 16: ehemalige Lateinschule, die Hölderlin 1776 – 1784 und Schelling 1783 – 1786 besuchten (Gedenktafel, mit Text von Eduard Mörike).
- Marktplatz 6: Wohnung von Hölderlins Mutter Johanna Christina Gok.
- Maybachstraße 21: Sterbehaus von Friederike Hauffe.

### Nürtingen-Hardt
Denkmal für den Pfeifer von Hardt, eine Figur in Wilhelm Hauffs Roman Lichtenstein. Im Wald bei Hardt: der Ulrichstein, ein sagenumwobener Ort, der Hölderlin zu einem Gedicht inspirierte; in Wilhelm Hauffs Roman versteckte sich hier Herzog Ulrich von Württemberg auf der Flucht.

### Oberboihingen
Pfarrhaus und Kirche: Eduard Mörikes Vikariat im Dezember 1826.

### Oberkirch
Grimmelshausen-Gedenkstätte im Heimatmuseum (Hauptstraße 32): die Ausstellung im Alten Rathaus präsentiert Leben und Werk von Hans Jakob Christoffel von Grimmelshausen, der fast zwanzig Jahre in Oberkirch-Gaisbach lebte. Neben dem Erstdruck des Abentheuerlichen Simplicissimus Teutsch (1669) werden die Werke des Barockdichters in Ausgaben vom 17. Jahrhundert bis zur Gegenwart gezeigt, daneben auch Übersetzungen sowie Werke über Grimmelshausen. Kupferstiche aus dem Dreißigjährigen Krieg geben Einblick in Grimmelshausens Lebenswelt. Das Museum enthält auch eine Gedenkstätte für den Oberkircher Heimatdichter August Ganther. Burgruine Schauenburg über dem Ort: 1649 – 1660 war Grimmelshausen Schaffner der Reichsfreiherren von Schauenburg; seine Wohnung befand sich seit 1656 im Schaffnerhaus bei der Sankt-Georgs-Kapelle in Gaisbach. Simplicissimusstraße 8: Gasthaus Zum silbernen Stern, das Grimmelshausen 1665 – 1667 führte (Gedenktafel).

### Obermarchtal
Gedenkstätte für Sebastian Sailer im Museum Obermarchtal (Hauptstraße 2): Ausstellung über den schwäbischen Mundartdichter Sebastian Sailer, der dem Prämonstratenserkloster Obermarchtal fast fünfzig Jahre als Mönch angehörte.

### Obersontheim
Neben der Kirche: Geburtshaus des Dichters und Publizisten Christian Friedrich Daniel Schubart (Gedenktafel). Vor dem Rathaus: Schubart-Denkmal.

### Oberstadion
Christoph-von-Schmid-Gedenkstätte im Rathaus (Kirchplatz 29): Ausstellung über den Erzähler und Liederdichter Christoph von Schmid, der in Oberstadion 1816 – 1827 als Pfarrer wirkte. Seine bekannteste Dichtung ist das Weihnachtslied Ihr Kinderlein, kommet.

### Oberstenfeld
Johannes-Nefflen-Stube im Alten Bahnhof: die Gedenkstätte enthält Bilder und Dokumente zu Leben und Werk des in Oberstenfeld geborenen Volksschriftstellers und Publizisten Johannes Nefflen. Großbottwarer Straße 44: Geburtshaus von Johannes Nefflen, heute Bäckerei Nestel. Pleidelsheim: das dortige Rathaus war 1815 – 1836 Nefflens Amtssitz.

### Öhningen-Wangen
Jacob-Picard-Gedenkstätte.

### Owen/Teck
Pfarrhaus und Kirche: Eduard Mörikes Vikariat von Dezember 1829 bis Mai 1831 und sein Pfarrverweseramt im März/April 1834. An der Kirche: Grabtafel des mit Mörike befreundeten Pfarrers und Schriftstellers Wilhelm Zimmermann und seiner Frau Louise. Zimmermann amtierte 1872 – 1878 als Pfarrer in Owen.

### Pforzheim
Museum Johannes Reuchlin in der Evangelischen Schloss- und Stiftskirche St. Michael. Auf dem Hauptfriedhof Grab von Emil Strauß.

### Prevorst
Ortsstraße 46: Geburtshaus von Friederike Hauffe, bekannt als Justinus Kerners Seherin von Prevorst.

### Radolfzell
Stadtmuseum in der Alten Apotheke: Erinnerungen an Joseph Victor von Scheffel und seine Zeit in Radolfzell.

### Radolfzell-Mettnau
Das Scheffelschlössle auf der Halbinsel Mettnau, heute Sitz der Kurdirektion (Gedenktafel). Vor dem Schloss: Scheffel-Denkmal. Im Erdgeschoss erinnert eine kleine Ausstellung mit Scheffels Werken an den Dichter. Das Kaminzimmer ist noch weitgehend original erhalten. Strandbadstraße 104: Villa Seehalde, ein weiterer Wohnsitz Scheffels.

### Rastatt
Erinnerungsstätte (Herrenstraße 18): die Ausstellung im Rastatter Schloss zeigt die Ereignisse der deutschen Freiheitsbewegungen im Vormärz und der Revolution 1848/49. Erinnert wird auch an die geistigen Wegbereiter: Heinrich Heine, Ferdinand Freiligrath, Ludwig Börne, Georg Herwegh, die Brüder Grimm und andere. Schloss Rastatt: seit 1705 Residenz der Markgrafen von Baden, zu den Gästen gehörten: Giacomo Casanova (1763), James Boswell (1764), Friedrich Gottlieb Klopstock (1775) und Friedrich Hölderlin (1798), der an der Seite seines Freundes Isaak Sinclair am Rastatter Kongress teilnahm. Später kamen auch Alexandre Dumas der Ältere, Mark Twain und andere.

### Reichenau-Mittelzell
Heimatmuseum Reichenau (Ergat 1): die Ausstellung im Alten Rathaus dokumentiert die Geschichte der Insel Reichenau. Erinnert wird auch an Walafried Strabo und Notker Balbulus. Dokumente zur Reichenauer Abtei und eine Faksimilepräsentation zur Reichenauer Buchkunst runden die Ausstellung ab. Klostergarten: angelegt nach Walafried Strabos Hortulus.

### Remshalden-Buoch
- Museum im Hirsch (Eduard-Hiller-Straße 6): die ständige Ausstellung „Dichter in Buoch“ im früheren Gasthof Hirsch, einem berühmten Ausflugslokal über dem Remstal, erinnert an die Freundschaft zwischen den Schriftstellern Rudolf Kausler, Hermann Kurz und Berthold Auerbach. Hinzu kommen der Dialektdichter Eduard Hiller und der Maler Karl Fuchs.
- Stuifenstraße 21: Pfarrhaus, Wohnung von Rudolf Kausler, dem Buocher Vikar (Gedenktafel).
- Eduard-Hiller-Straße 16: Wohnung von Hermann Kurz (Gedenktafel).
- Eduard-Hiller-Straße 20: Wohnhaus von Eduard Hiller (Gedenktafel).
- Friedhof: Grab von Eduard Hiller.

### Renchen
Simplicissimus-Haus (Hauptstraße 59): das Museum mit seiner umfangreichen Sammlung zeitgenössischer Illustrationen erinnert an den Barockdichter Hans Jakob Christoffel von Grimmelshausen, der seit 1667 in Renchen lebte und in diesen Jahren seinen Roman Simplicius Simplicissimus (1669) mit allen Fortsetzungen, den Springinsfeld (1670), die Courasche (1670) und das Vogelnest (1672), veröffentlichte. Neben der katholischen Kirche: Grabdenkmal für Grimmelshausen. Hauptstraße: Grimmelshausen-Denkmal von Giacomo Manzú. Hauptstraße: Gasthaus Bären mit Grimmelshausen-Stube und Simplicissimus-Illustrationen. Ehemaliges Schloss: Grimmelshausen-Park.

### Reutlingen
- Reutlinger Heimatmuseum im ehemaligen Pfleghof des Klosters Königsbronn (Oberamteistraße 22): Kabinette für die in Reutlingen geborenen Schriftsteller Friedrich List, Hermann Kurz und Isolde Kurz, sowie die Reutlinger Volksschriften, mit religiösen Andachtsbüchern, Abenteuer- und Räubergeschichten, Kalendern, Kinderbüchern und Fibeln.
- Wilhelmstraße 64: Geburtshaus von Friedrich List.
- Wilhelmstraße 95: Geburtshaus von Hermann Kurz (Gedenktafel).
- Wilhelmstraße 35: Geburtshaus von Ludwig Finckh.
- Auf der Planie: Hermann-Kurz-Denkmal.
- Achalm: Grab von Ludwig Finckh.
- Robert-Koch-Straße 39: Wohnung von Gerd Gaiser in den Jahren 1949 – 1976.
- Eningen unter Achalm: Haus von HAP Grieshaber.
- Friedhof: Grab von HAP Grieshaber.

### Rosenberg
Geburtshaus des Malers und Schriftstellers Karl Stirner (Gedenktafel), Friedhof: Grab von Karl Stirner.

### Rottenacker
Gedenkstätte für Franz Carl Hiemer im Heimatmuseum „Wirtles-Haus“ (Bühlstraße 7): Ausstellung über den Dichter und Maler Franz Carl Hiemer.

### Rottenburg
Ein Virtuelles Museum erinnert an den schwäbischen Lyriker Cäsar Flaischlen.

### Schöntal
Kloster (Klosterhof 6): über den Türen befinden sich gereimte Inschriften, verfasst von Abt Benedikt Knittel. Klosterkreuzgang: Grablege der Familie Berlichingen, darunter das Grab des Ritters von Götz von Berlichingen. Das Evangelisch-theologische Seminar gehörte zu den württembergischen Bildungsstätten; unter den Absolventen befanden sich die Schriftsteller Max Eyth und Gerd Gaiser.

### Schopfheim
Museum der Stadt Schopfheim (Wallstraße 10): die Ausstellung zur Stadtgeschichte erinnert auch an Johann Peter Hebel, der in Schopfheim die Lateinschule besuchte. Torstraße 3: die von Hebel besuchte alte Lateinschule (Gedenktafel). Sengelwäldchen: Hebel-Denkmal.

### Schorndorf
- Karl-Friedrich-Reinhard-Gedenkstätte im Stadtmuseum (Kirchplatz 7 – 9): erinnert wird an den in Schorndorf geborenen Schriftsteller Karl Friedrich Reinhard, den Freund und Briefpartner Goethes und Sulpiz Boisserées, der 1792 – 1832 in diplomatischen Diensten Frankreichs stand. Der Schorndorfer Buchhändler Johann Philipp Palm, den Napoleon wegen Verbreitung der anonymen Flugschrift Deutschland in seiner tiefen Erniedrigung hinrichten ließ, wird durch einige Erinnerungsstücke und Zeugnisse präsentiert.
- Schlichtener Straße 8: Geburtshaus von Karl Friedrich Reinhard (Gedenktafel).
- Am Marktplatz: Dr. Palm’sche Apotheke, das Geburtshaus von Johann Philipp Palm (Gedenktafel).
- Neuer Friedhof: Grab des Arbeiterdichters Ludwig Palmer.
- Ludovike Simanowitz wurde in Schorndorf geboren.
- Sterbehaus von Jakob Friedrich Abel (Gedenktafel).
- Weiber von Schorndorf, Barbara Walch-Künkelin.

### Schorndorf-Schornbach
Glück-Gedenkstätte im Pfarrhaus (Auerbachweg 14): die dokumentarische Ausstellung gilt dem Dichter, Komponisten und Gefängnispfarrer des Hohenasperg, Friedrich Glück, der 1829 nach Schornbach versetzt worden war und in dessen Pfarrhaus die Schriftsteller Rudolf Kausler, Hermann Kurz und Berthold Auerbach verkehrten (Gedenktafel am Rathaus).

### Schwäbisch Gmünd
Im Stadtgarten: der Geiger-Brunnen erinnert an Justinus Kerners Ballade Der Geiger von Gmünd. Karl Mauch (Gedenktafel).

### Schwäbisch Hall
Hällisch-Fränkisches Museum (Im Keckenhof 6): das Konrad-Weiß-Kabinett erinnert an den Dichter und Essayisten Konrad Weiß, der in dem zu Schwäbisch Hall gehörenden Weiler Rauhenbretzingen geboren wurde. Erinnert wird außerdem an den in Schwäbisch Hall geborenen Schriftsteller und Publizisten Friedrich David Gräter. Obere Herrngasse 7: Wohnung von Eduard Mörike im Jahr 1844. Burg Limpurg: Stammsitz des Minnesängers Schenk Konrad von Limpurg.

### Singen
Die Festung Hohentwiel ist Schauplatz von Josef Victor von Scheffels Roman Ekkehard. Eine Metallplakette mit Porträt erinnert an den Dichter.

### Sinsheim
Stadtmuseum im Historischen Rathaus (Hauptstraße 92): Hecker

### Sinsheim-Steinsfurt

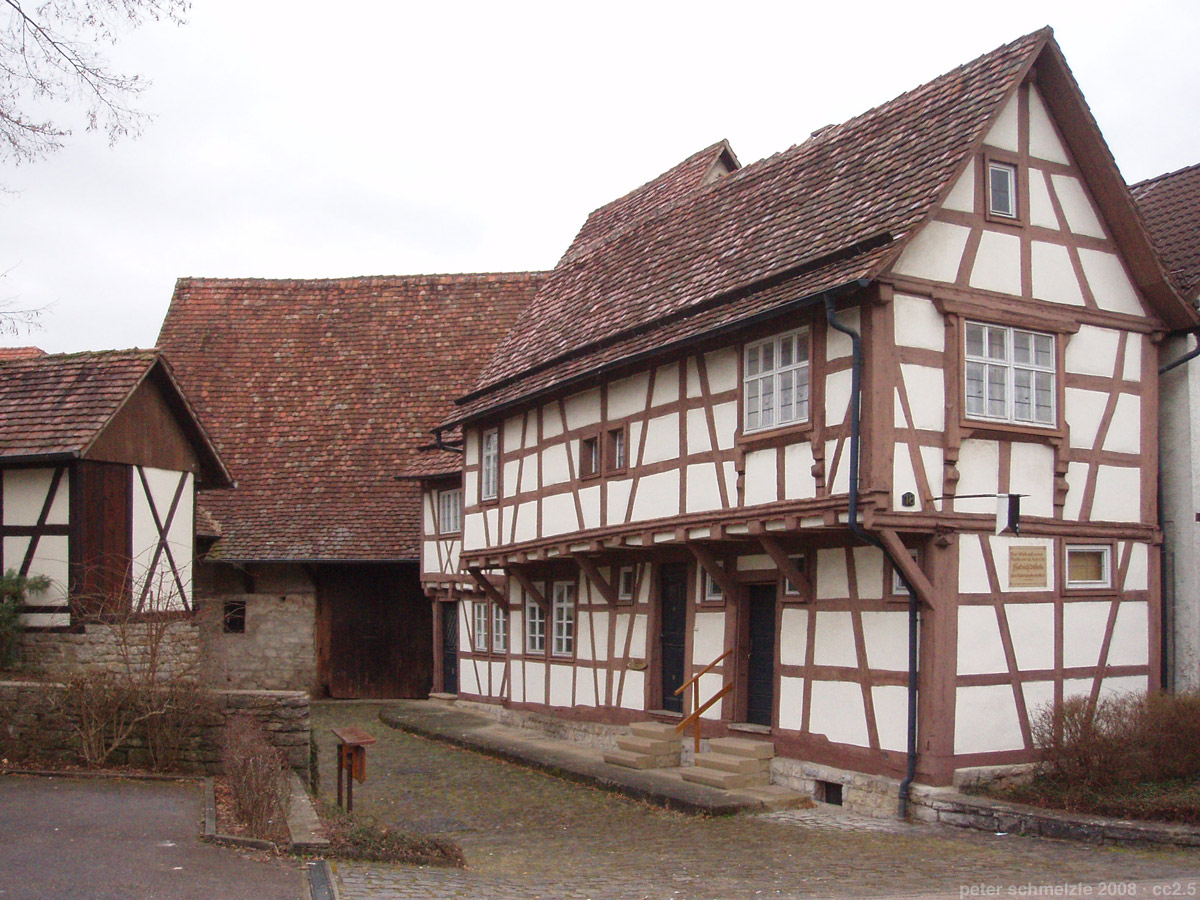
Lerchennest

Friedrich-der-Große-Museum im Lerchennest.

### Sipplingen
Burgruine Hohenfels: Stammsitz des Minnesängers Burkart von Hohenfels (Minnesängerzimmer im benachbarten Haldenhof, außen: Gedenktafel).

### Staufen im Breisgau
Stadtmuseum Stubenhaus (Marktplatz): Erinnerungen an Peter Huchel. Gasthaus Zum Löwen am Markt: Sterbehaus des Schwarzkünstlers Johann Georg Faust.

### Steinheim an der Murr
Straße Wohnhaus des letzten deutschen Minnesängers (Gedenktafel).

### Stuttgart

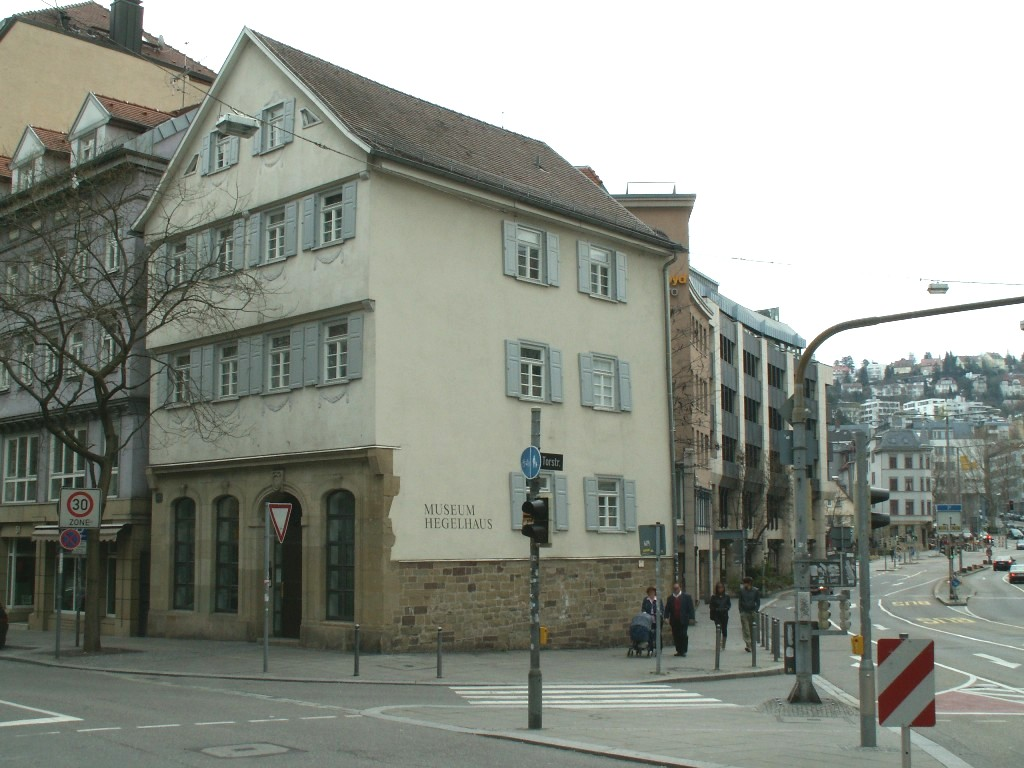
Hegelhaus

Hegelhaus (Eberhardstraße 53): Geburtshaus des Philosophen Georg Wilhelm Friedrich Hegel. Theodor-Heuss-Haus: Alterssitz des Schriftstellers, Publizisten und ersten Bundespräsidenten Theodor Heuss. Leonhardsplatz 26: ständige Ausstellung zu Johannes Reuchlin in der Leonhardskirche. Schloss Solitude: Friedhöfe: Hoppenlaufriedhof (Rosenbergstraße/Holzgartenstraße): Gräber von Friedrich Christian Daniel Schubart, Friedrich Haug, Gustav Schwab, Wolfgang Menzel, Hermann Hauff, Wilhelm Hauff, Ludwig Amandus Bauer, verschollen ist das Grab von Johann Friedrich Cotta. Fangelsbach-Friedhof: Gräber von Schillers Sohn und Albert Knapp. Pragfriedhof (Heilbronner Straße): Gräber von Eduard Mörike, Friedrich Wilhelm Hackländer, Friedrich Notter, Wilhelm Hartlaub, Karl Gerok, Johann Georg Fischer, Tony Schumacher, Cäsar Flaischlen, Hasenbergsteige 27 Karl Gustav Vollmoeller. Jakobstr. 6: Geburtshaus von Geburtshaus Wilhelm Zimmermann. Alexanderstraße 27: an der Hausfassade Uhland-Büste des Bildhauers Ernst Rau von 1898.

### Stuttgart-Bad Cannstatt
- Stadtmuseum in der Klösterle-Scheuer (Marktstraße 71/1): im Rahmen der stadtgeschichtlichen Ausstellung wird auch an Cannstatts Vergangenheit als Modebad des 19. Jahrhunderts erinnert, sowie an die Schriftsteller Berthold Auerbach, Ferdinand Freiligrath, Theobald Kerner, Hermann Hesse und Thaddäus Troll.
- Daimlerstraße 8: Johannes-Kepler-Gymnasium, zu dessen berühmten Schülern gehörten: Hermann Hesse, Max Kommerell und Thaddäus Troll.
- Badstraße: 1856 – 1863 die Galvano-Magnetische Heilanstalt von Theobald Kerner.
- Neckartalstraße 73: Gasthof „Alter Hasen“, Wohnung und Sterbehaus von Ferdinand Freiligrath.
- Marktstraße 5: früherer Standort von Thaddäus Trolls Geburtshaus, abgerissen für einen Neubau (Gedenktafel am Kaufhof).
- Im Kurpark: Berthold-Auerbach-Denkmal.
- Thaddäus-Troll-Platz: Thaddäus-Troll-Denkmal „Dr Entaklemmer“ von Elke Krämer (1989).
- Uff-Kirchhof: Gräber von Ferdinand Freiligrath, Wilhelm Ganzhorn und Therese Köstlin.
- Steigfriedhof: Grab von Thaddäus Troll.

### Stuttgart-Hohenheim
Schloss Hohenheim: Wohnsitz von Herzog Carl Eugen von Württemberg und Franziska von Hohenheim. Im Exotischen Garten: Museum zur Geschichte des Hohenheimer Gartens mit Literatur zur Gartenkunst, vor dem Spielhaus: Denkmal für Carl Eugen und Franziska von Hohenheim. Säulen (Gedenktafel). Römisches Wirtshaus: Eduard Mörike arbeitete hier an seinem Roman Maler Nolten (Gedenktafel).

### Stuttgart-Rohr
Im langen Hau 5: Wohn- und Sterbehaus des Dichterpfarrers Albrecht Goes (Gedenkstein im Vorgarten).

### Talheim
Max-Schneckenburger-Geburtshaus (Schneckenburgerplatz 2): die Ausstellung ist dem Verfasser des Gedichts Die Wacht am Rhein gewidmet. Friedhof: Schneckenburgers Grab.

### Tübingen

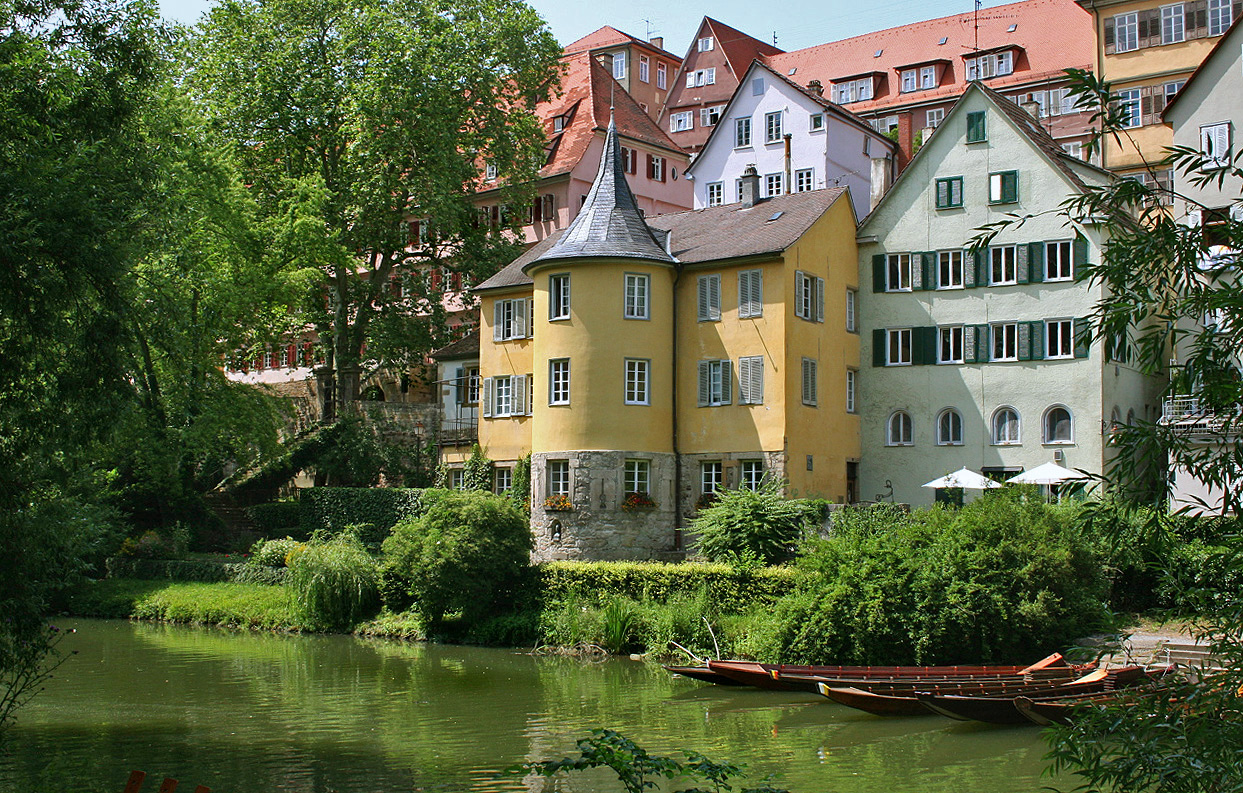
Hölderlinturm in Tübingen

Hölderlinturm (Bursagasse 6): Unterkunft von Friedrich Hölderlin in den Jahren 1806 bis zu seinem Tod 1843. Die Ausstellung erinnert an Hölderlins Studienjahre im Tübinger Stift und die Freundschaft mit seinen Zimmergenossen Joseph Friedrich Schelling und Georg Wilhelm Friedrich Hegel. Stadtmuseum im Kornhaus: Ausstellung über die Tübinger Dichter, Schriftsteller, Gelehrten und Verleger; neben persönlichen Gegenständen werden Manuskripte, Briefe und Erstausgaben gezeigt. Evangelisches Stift Tübingen (Klosterberg 2): die Bildungsstätte der württembergischen Intelligenz, unter ihnen: Johannes Reuchlin, Heinrich Bebel, Philipp Melanchthon, Nicodemus Frischlin, Johannes Kepler, Friedrich Hölderlin, Christian Ludwig Neuffer, Rudolf Friedrich Heinrich Magenau, Karl Philipp Conz, Georg Wilhelm Friedrich Hegel, Friedrich Wilhelm Joseph Schelling, Karl Friedrich Reinhard, Wilhelm Hauff, Eduard Mörike, Friedrich Theodor Vischer, David Friedrich Strauß, Georg Herwegh, Hermann Kurz. Clinicumgasse 18: Wohnung von Nicodemus Frischlin (1568). Hachmannium (Pfleghofstraße): Christoph Martin Wielands Studentenwohnung 1750 – 1752. Münzgasse 15: Wohnung und Verlagssitz von Johann Friedrich Cotta. Hier besuchten ihn Schiller und Goethe (Gedenktafel). Martinianum (Münzgasse 13): Justinus Kerners Studentenwohnung 1804 – 1809 (Gedenktafel). Am Markt 7: vormals Gasthof Lamm, studentischer Treffpunkt von Hölderlin und Hegel, Uhland, Schwab und Karl Mayer, Mörike und Hermann Kurz, der das „Lamm“ in der Erzählung Das Wirtshaus gegenüber schilderte. Neckarhalde 24: Geburtshaus von Ludwig Uhland (Gedenktafel). Ecke Garten-/Mühlstraße: Uhlands Wohnhaus in den Jahren 1836 bis 1862 (1944 durch Luftbombe zerstört). Am Holzmarkt: Antiquariat J. J. Heckenhauer: Lehrstelle Hermann Hesses (Gedenktafel). Burgsteige: Wohnung des slowenischen Reformators Primus Truber (Gedenktafel).

### Tübingen-Derendingen
Kirche und Pfarrhaus des slowenischen Reformators Primož Trubar, Begründer der slowenischen Schriftsprache (Gedenktafel).

### Tuttlingen
Max-Schneckenburger-Zimmer im Heimatmuseum Stadtgeschichtliche Sammlungen (Donaustraße 50): die Ausstellung im ehemaligen Fruchtkasten zeigt Möbel und Erinnerungsstücke aus dem Besitz des Dichters Max Schneckenburger. Im Stadtpark: Schneckenburger-Denkmal von Fritz von Graevenitz.

### Uhingen
Museum Schloss Filseck – Faksimile von Handschriften.

### Vaihingen
Städtisches Museum Peterskirche (Stuttgarter Straße 31): Erinnerungen an den 1760 in Vaihingen gefangenen und hingerichteten Räuber Friedrich Schwan, der durch Friedrich Schiller (Verbrecher aus verlorener Ehre) und Hermann Kurz (Der Sonnenwirt) literarischen Ruhm erlangte; ferner sind Bücher und Autographen des 1815 in Vaihingen geborenen Dichters und württembergischen Hofpredigers Karl Gerok und über Johann Valentin Andräe, der 1614 – 1620 als Pfarrer in Vaihingen wirkte, ausgestellt. Geroks Geburtshaus (Gedenktafel).

### Vaihingen-Horrheim
Denkmal für den Minnesänger Bernger von Horheim.

### Überlingen

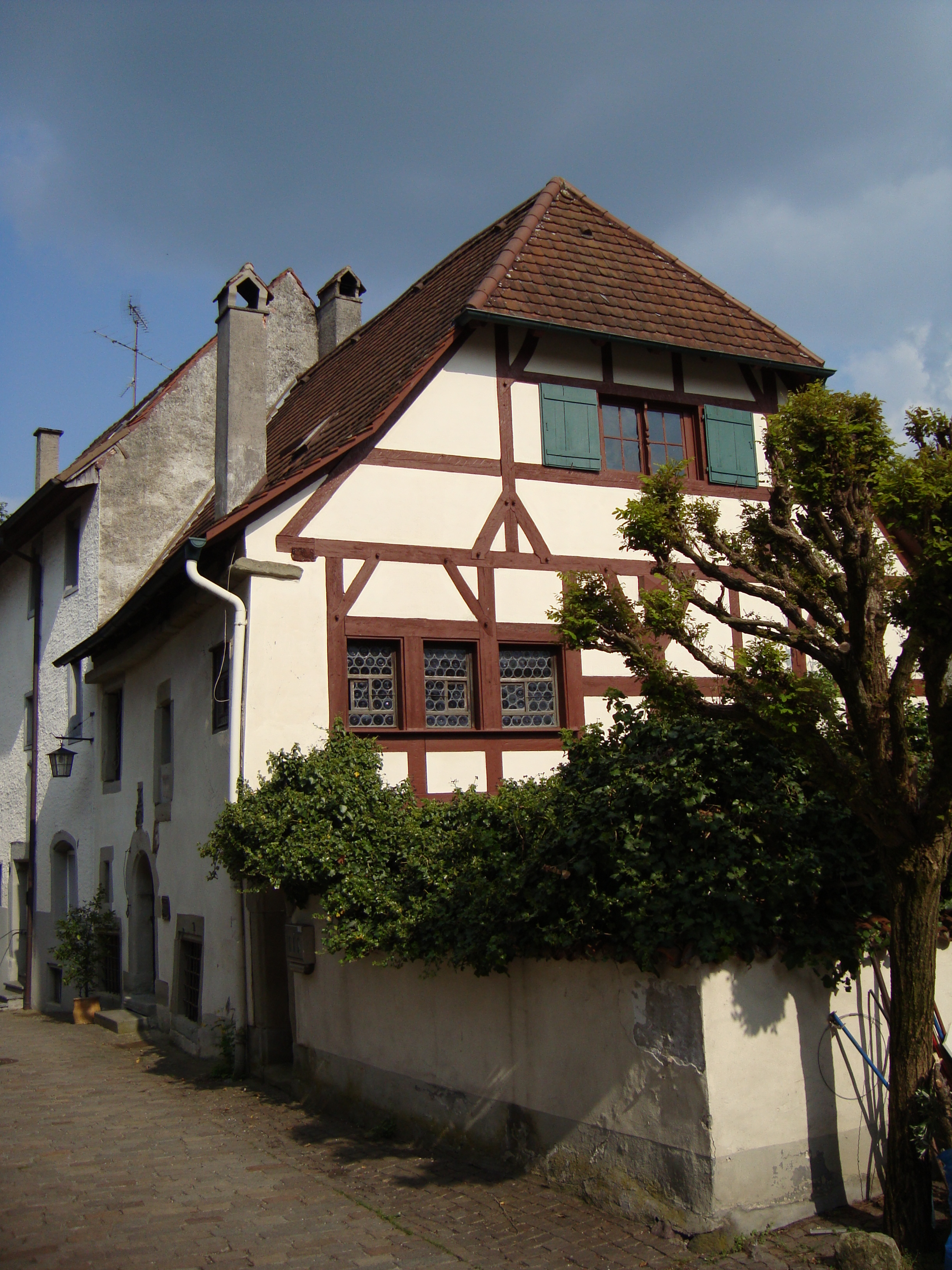
Suso-Haus in Überlingen

Suso-Haus (Suso-Gasse 10): angebliches Geburtshaus des Mystikers Heinrich Seuse. Eine Gedenkstätte befindet sich im Aufbau. Auf dem Marktplatz: Suso-Brunnen. Auf dem Münsterplatz: Denkmal für Franz Sales Wocheler, den Stifter der Leopold-Sophien-Bibliothek. Am Hafen: Denkmal für den im benachbarten Nußdorf lebenden Schriftsteller Martin Walser, dargestellt als Der Reiter und der Bodensee (nach dem gleichnamigen Gedicht von Gustav Schwab) von Bildhauer Peter Lenk. An der Hafenpromenade: ehemaliges Wohnhaus von Friedrich Georg Jünger (Gedenktafel).

### Waiblingen
Achim-von-Arnim-Stube im Hochwachtturm: 1996 eröffnete Ausstellung über Achim von Arnims in Waiblingen spielenden Roman Die Kronenwächter. Am Marktplatz: altes Oberamtsgericht, die frühere Wohnung des Dichters Karl Mayer, der seit 1824 fast zwanzig Jahre in Waiblingen lebte. Das Schillerhaus am Markt gehörte einem Vorfahren Friedrich Schillers (Gedenktafel). Alte Lateinschule, an der Jacob Frischlin, Bruder Nicodemus Frischlins, unterrichtete (Gedenktafel).

### Waiblingen-Bittenfeld

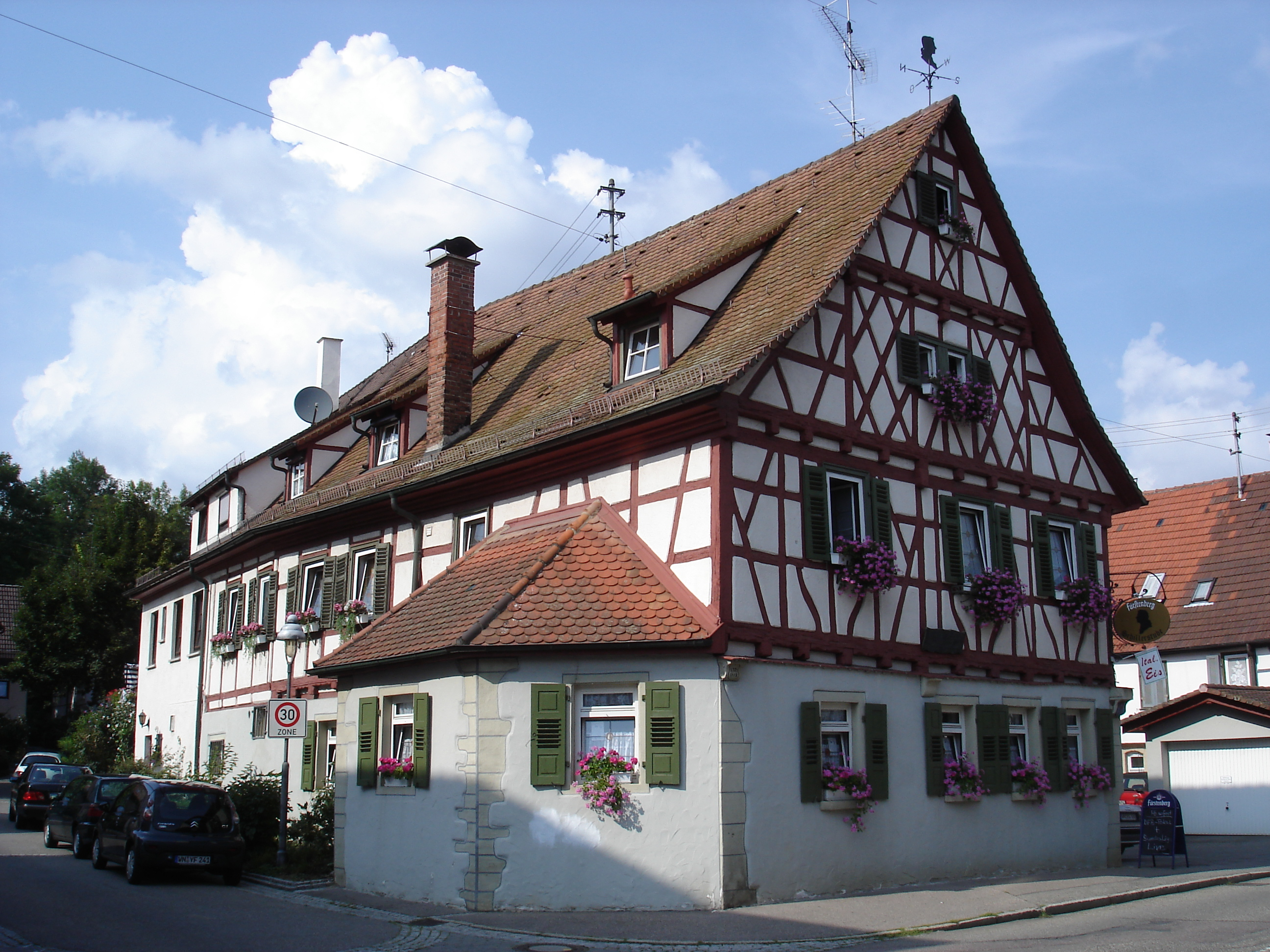
Geburtshaus von Schillers Vater in Bittenfeld

Schillerstraße 105: Geburtshaus von Schillers Vater Johann Caspar Schiller (Gedenktafel).

### Waiblingen-Neustadt
Im Unterdorf 14: das Schillerhaus (Gedenktafel), heute Sitz der Ortsbücherei, gehörte einem Vorfahren Friedrich Schillers.

### Wangen
Deutsches Eichendorff-Museum und -Archiv (Lange Gasse 1): 1936 in Neisse (Schlesien) gegründet, seit 1954 ist der Nachlass des Dichters Joseph von Eichendorff mit Manuskripten, Briefen und zeitgenössischen Ansichten und Bildnissen im Allgäu. Gustav Freytag-Museum und -Archiv (Lange Gasse 1): seit 1952 wird das ehemals in Kreuzburg (Schlesien), dem Geburtsort Gustav Freytags, bestehende Archiv mit Erstausgaben, Übersetzungen, Handschriften und Bildern in Wangen gezeigt. 1988 wurden beide Ausstellungen neu gestaltet.

### Warthausen
Schloss Warthausen: 1760 – 1769 der Musenhof des Grafen Anton Heinrich Friedrich von Stadion, mit zahlreichen Erinnerungen an Christoph Martin Wieland und Sophie von La Roche. Der Wasserturm im Schlosspark war Wielands Dichterrefugium. Hier schrieb er die Verserzählung Musarion.

### Weil der Stadt
Kepler-Museum (Keplergasse 2): die Ausstellung im Geburtshaus des Astronomen und Mathematikers Johannes Kepler zeigt Dokumente zu Leben, Werk und Wirkung. Seine Entdeckungen der Planetenbewegungen, mit denen er die Grundlage zur Entwicklung der neuzeitlichen Naturwissenschaft legte, werden durch Modelle erläutert.

### Weilheim
Pfarrhaus und Kirche: Eduard Mörikes Pfarrverweserstelle von Oktober 1833 bis März 1834.

### Weinsberg

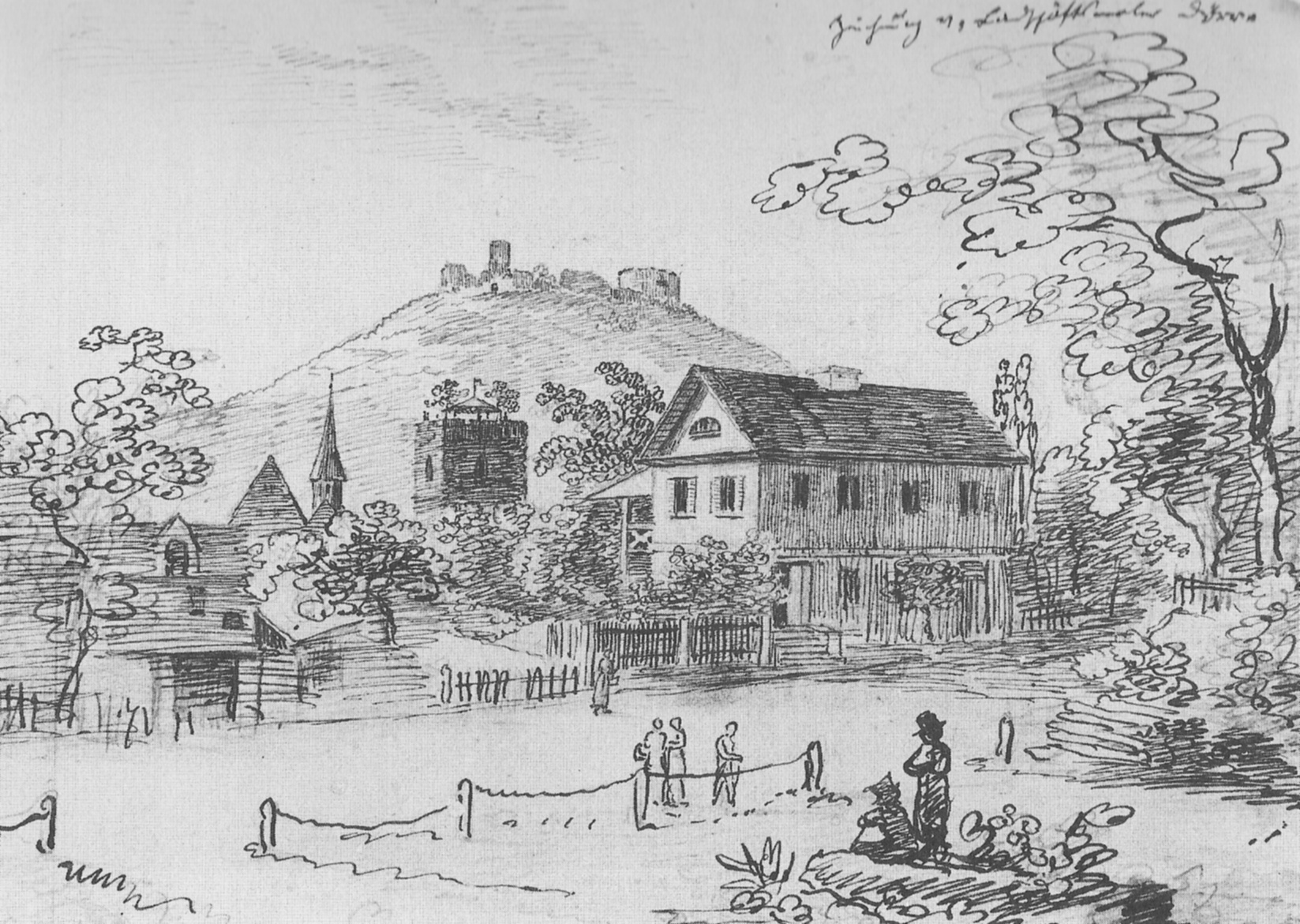
Das Kernerhaus in Weinsberg

Kernerhaus (Öhringer Straße 3): die Wohnung des Dichters und Arztes Justinus Kerner und Treffpunkt der schwäbischen Romantiker, darunter Ludwig Uhland, Gustav Schwab, Nikolaus Lenau und Karl Mayer, heute ist das Kernerhaus ein Literaturmuseum. Erhalten haben sich zahlreiche Möbel und Einrichtungsgegenstände aus Kerners Zeit. Im Garten: Geisterturm, die Unterkunft Nikolaus Lenaus. Vor dem Kernerhaus: das Kernerdenkmal. Auf der anderen Straßenseite befindet sich das Alexanderhäuschen, Unterkunft des Grafen Alexander von Württemberg. Friedhof: die Gräber von Justinus Kerner und seiner Frau sowie ihrer Kinder. Die Burgruine Weibertreu enthält das Steinerne Gästebuch mit den Namen berühmter Besucher, darunter zahlreiche Literaten. Rappenhof bei Weinsberg: zeitweiliger Wohnsitz von Juliane von Krüdener, Gedenkzimmer im Gutsgasthof

### Weinstadt-Schnait
Silcher-Museum des Schwäbischen Sängerbundes (Silcherstraße 49): die Ausstellung im ehemaligen Schulhaus, dem Geburtshaus des Musikpädagogen und Komponisten Friedrich Silcher, zeigt sein Leben und Werk in zeitgenössischen Bildern und Dokumenten. Möbel und Musikinstrumente, sowie ein umfangreiches Handschriften-, Druck- und Bildarchiv vervollständigen die Sammlung.

### Welzheim
Klingenmühle: inspirierte Justinus Kerner, der 1813 – 1816 als Amtsarzt in Welzheim lebte, zu seinem Gedicht Der Wanderer in der Sägmühle. Der Mühlenwanderweg verbindet 26 historische Mühlen im Umkreis.

### Wertheim
Burg Wertheim: Sitz der Grafen von Wertheim. Wolfram von Eschenbach weilte als Gast der Grafen auf der Burg.

### Wiesloch
Städtisches Museum (Röhrbuckel): Erinnerungen an den Seemann Heinrich Zimmermann, der einen Reisebericht über seine Fahrt mit Kapitän James Cook veröffentlichte. Schloss Wiesloch: vermutlicher Stammsitz des Minnesängers von Wissenlo.

### Wilflingen
Jünger-Haus (Stauffenbergstraße 11): Wohnsitz von Ernst Jünger bis zu seinem Tod 1998. Die Einrichtung ist unverändert erhalten geblieben. 1999 wurde das Haus als Museum und Gedenkstätte eingerichtet.

### Willstätt
Neben der Kirche: Denkmal für den in Willstätt geborenen Barockdichter Johann Michael Moscherosch. Moscherosch-Stube im Gasthaus Adler.

### Winnenden
Nikolaus-Lenau-Ausstellung im Schloss-Café (Zentrum für Psychiatrie Winnenden, Schlossstraße 50): dokumentarische Ausstellung über den Dichter Nikolaus Lenau, der sich hier in Behandlung befand. Städtisches Museum–Historische Turmstuben: die Dauerausstellung im Schwaikheimer Torturm zeigt anhand von Modellen, Karten, Plänen, Siegeln und Ansichten die Stadtgeschichte. Dokumentiert werden auch namhafte Persönlichkeiten, die mit der Stadt verbunden sind, darunter: Gottfried von Neifen, Aegidius Hunnius, Polykarp Leyser, Johann Albrecht Bengel. In der Altstadt: Bengelhaus (Gedenktafel).

### Winnenden-Bürg
Reste einer Burg, im Wesentlichen der alte Bergfried. Die Bürg war im Besitz des Minnesängers Gottfried von Neifen. Auf Burg und Stadt Winnenden spielt sein berühmtes Windenlied an. Im Restaurant auf der Bürg zeigt im Eingangsbereich eine Hinterglasmalerei den Minnesänger bei einem Ritt von der Bürg zur Stadt Winnenden, begleitet von seinen Windhunden.

### Winterbach
J.-Palmer-Stube im Dorf- und Heimatmuseum (Auf dem Herdfeld 5): die Ausstellung zeigt Erinnerungen an Leben und Werk der schwäbischen Mundartdichterin und Erzählerin Julie Kern, die ihre Dorfgeschichten unter dem Namen J. Palmer veröffentlichte. Bei der Michaeliskirche: Geburtshaus Julie Kerns im ehemaligen Gasthaus zum Adler (Gedenktafel). Alter Friedhof: Julie Kerns Grab.

### Winterstettenstadt
Denkmal für den Minnesänger Ulrich von Winterstetten. Die heute verschwundene Burg von Winterstettenstadt galt als oberschwäbische Wartburg.

### Wüstenrot
Bauspar-Museum im Georg-Kropp-Haus (Haller Straße 3): Erinnerungen an den Bankier und Publizisten Georg Kropp.

### Zwingenburg
Wolfschlucht (Zwingenberg): Schauplatz in Carl Maria von Webers Oper Der Freischütz. Alljährliche Opernfestspiele.

## Autoren der Schwäbischen Dichterstraße
| - Jakob Friedrich Abel - Abraham a Sancta Clara - Achim von Arnim - Berthold Auerbach - Karl Barth - Johann Albrecht Bengel - Gottfried Benn - Werner Bergengruen - Götz von Berlichingen - Hans Bethge - Johann Christoph Blumhardt - Sebastian Brant - Clemens Brentano - Franz Büchler - Michel Buck - Johann Friedrich Cotta - Annette von Droste-Hülshoff - Joseph von Eichendorff - Max Eyth - Johann Georg Faust - Ludwig Finckh - Otto Flake - Louise Franckh - Ferdinand Freiligrath - Gustav Freytag - Nicodemus Frischlin - Hans Georg Gadamer - Friedrich Glück - Albrecht Goes - Johann Wolfgang Goethe - Hans Jakob Christoffel von Grimmelshausen - Georg Groddeck - Hermann Gundert - Agnes Günther - Heinrich Hansjakob | - Wilhelm Hauff - Wilhelm Hausenstein - Johann Peter Hebel - Georg Wilhelm Friedrich Hegel - Martin Heidegger - Georg Herwegh - Hermann Hesse - Theodor Heuss - Franz Carl Hiemer - Eduard Hiller - Friedrich Hölderlin - Ernst Jünger - Friedrich Georg Jünger - Michael von Jung - Fritz Alexander Kauffmann - Rudolf Kausler - Johannes Kepler - Justinus Kerner - Theobald Kerner - Heinrich von Kleist - Benedikt Knittel - Max Kommerell - Hermann Kurz - Isolde Kurz - Manfred Kyber - Sophie von La Roche - Nikolaus Lenau - Friedrich List - Tobias Mayer - Philipp Melanchthon - Alfred Mombert - Eduard Mörike - Josef Mühlberger - Karl Gottfried Nadler - Johannes Nefflen | - Johann Philipp Palm - J. Palmer (d. i. Julie Kern) - Jacob Picard - Karl Friedrich Reinhard - Johannes Reuchlin - Hans Reyhing - Sebastian Sailer - Agnes Sapper - Joseph Victor von Scheffel - Friedrich Wilhelm Joseph Schelling - René Schickele - Friedrich Schiller - Friedrich Christoph Schlosser - Christoph von Schmid - Max Schneckenburger - Reinhold Schneider - Christian Friedrich Daniel Schubart - Tony Schumacher - Gustav Schwab - Heinrich Seuse - Friedrich Sieburg - Friedrich Silcher - Karl Stirner - David Friedrich Strauß - Thaddäus Troll - Anton Tschechow - Ludwig Uhland - Friedrich Theodor Vischer - Christian Wagner - Karl Julius Weber - David Friedrich Weinland - Konrad Weiß - Christoph Martin Wieland - Ottilie Wildermuth - Wilhelm Zimmermann |